# Belgique au Concours Eurovision de la chanson
La Belgique participe au Concours Eurovision de la chanson, depuis sa première édition, en 1956 et ne l'a remporté qu'une seule fois : en 1986.

## Participation
La Belgique est un des sept pays fondateurs du Concours Eurovision de la chanson, avec l'Allemagne, la France, l'Italie, le Luxembourg, les Pays-Bas et la Suisse.
Le pays participe donc depuis 1956 et n'a manqué au total que trois éditions du concours : en 1994, 1997 et 2001. Il s'agissait à chaque fois d'une relégation, due à un mauvais classement obtenu l'année précédente.
Depuis l'instauration des demi-finales, en 2004, la Belgique a participé à neuf finales du concours : en 2004, 2010, 2013, 2015, 2016, 2017, 2021, 2022 et 2023.

## Organisation
La Belgique a la particularité d'être représentée par deux diffuseurs : un francophone, la Radio-Télévision belge de la Communauté française (RTBF), et un néerlandophone, la Vlaamse Radio- en Televisieomroep (VRT) — appelé Belgische Radio- en Televisieomroep (BRT) avant 1998. Afin de préserver l'équilibre linguistique, les deux diffuseurs participent alternativement au concours. De 1956 à 1993, la RTBF concourait les années paires et la BRT, les années impaires. Depuis 2002, la succession a été inversée : la RTBF concourt les années impaires et la VRT, les années paires. À la suite de l'annulation de l'édition 2020 à cause de la pandémie de COVID-19, le groupe Hooverphonic, choisi par la VRT, qui devrait concourir en 2020 a été à nouveau choisi pour l'édition 2021. De ce fait, la succession a encore été inversée : la RTBF concourt désormais les années paires et la VRT les années impaires.
Jusqu'en 2008 ainsi qu'en 2014 et 2016 , la VRT organise une sélection ouverte pour sélectionner son représentant : l'Eurosong. En 2010 et en 2012 et depuis 2018, le diffuseur recourut cependant à une sélection interne.
La RTBF, de son côté, a le plus souvent procédé à des sélections internes. Le diffuseur a cependant déjà organisé des sélections ouvertes, par exemple en 1998, 2005, 2011 et 2013.

## Résultats
La Belgique a remporté le concours une seule fois, en 1986, avec la chanson J'aime la vie, interprétée par Sandra Kim. La Belgique fut le dernier des sept pays fondateurs à gagner le grand prix. Il s'était alors écoulé trente ans, entre ses débuts et sa première victoire. Ce record ne fut battu qu'en 2006, lorsque la Finlande l'emporta quarante-cinq ans après ses débuts. Avant le concours et durant les répétitions, la délégation belge et le manager de Sandra Kim déclarèrent que la jeune fille était âgée de quinze ans. Or Kim avait en réalité treize ans. Tous pensaient que son très jeune âge pourrait être un obstacle à sa réussite au concours. La vérité fut révélée après la victoire de Kim et entraîna une demande officielle de disqualification auprès de l'UER, de la part de la télévision publique suisse. Cette plainte n'aboutit jamais, le règlement du concours ne prévoyant alors aucune limite d'âge des participants. Ce n'est qu'à partir de 1990 qu'il fut imposé aux candidats d'avoir au minimum seize ans, le jour de leur participation. Par conséquent, Sandra Kim demeure à jamais la plus jeune interprète à avoir gagné le concours.
Le pays a terminé à la deuxième place à trois reprises. Deux fois en finale (en 1978, avec la chanson L'amour ça fait chanter la vie, interprétée par Jean Vallée, et en 2003, avec la chanson Sanomi, interprétée par le groupe Urban Trad) ; une fois en demi-finale (en 2015, avec la chanson Rhythm Inside, interprétée par Loïc Nottet). Il a terminé à une reprise à la troisième place, en demi-finale, en 2016.
A contrario, la Belgique a terminé à la dernière place à huit reprises (en 1961, 1962, 1965, 1973, 1979, 1985, 1993 et 2000) et a obtenu un nul point à deux reprises (en 1962 et 1965).
En finale, la RTBF a obtenu jusqu'à présent de meilleurs résultats que la VRT : une première place en 1986, une deuxième place en 1978 et 2003, une quatrième place en 1966, 1982, 2015 et 2017. Les meilleures places obtenues par la VRT sont une sixième place en 1959 et en 2010. Le diffuseur néerlandophone a cependant obtenu une première place, en demi-finale, en 2010.
Sur les huit dernières places en finale, la RTBF en est redevable de deux (en 1962 et 2000) et la VRT, des six autres (en 1961, 1965, 1973, 1979, 1985 et 1993).
Les deux diffuseurs se partagent les nul points : la RTBF, en 1962, et la VRT, en 1965.

## Pays hôte

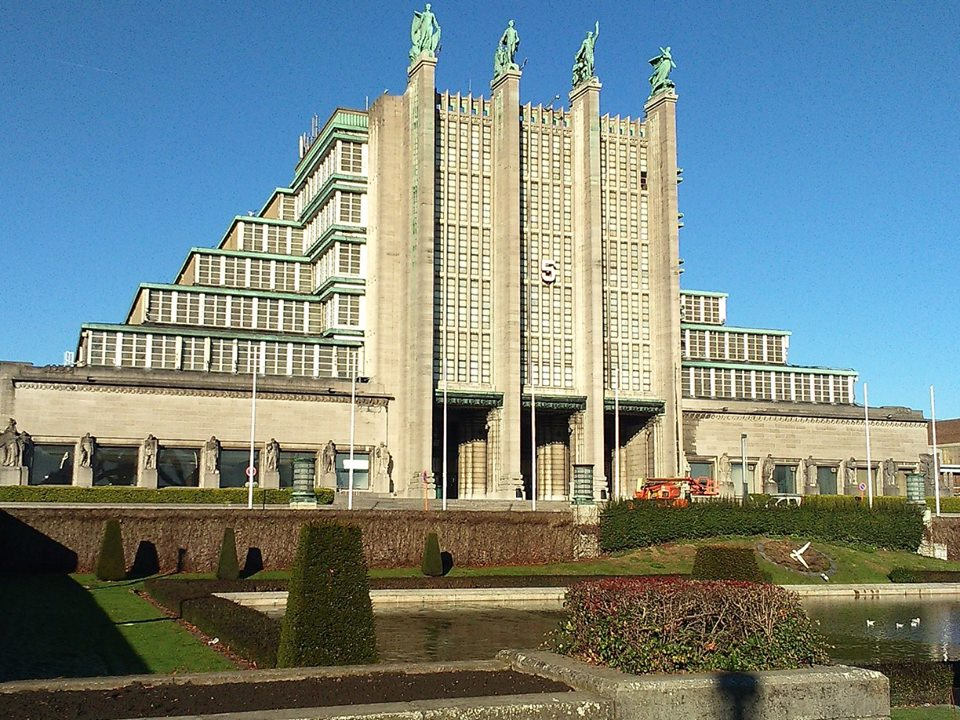
La Belgique accueille l'Eurovision 1987 à Bruxelles, au Palais du Centenaire.

La Belgique a organisé le concours une seule fois, en 1987. L'évènement se déroula le samedi 9 mai 1987, au Palais du Centenaire, à Bruxelles. La présentatrice de la soirée fut la chanteuse Viktor Lazlo et le directeur musical, Jo Carlier.
À l'origine, le concours devait être organisé conjointement par les deux télédiffuseurs publics belges : la RTBF francophone et la BRT (ancienne VRT) néerlandophone. L'objectif était de donner de la Belgique l'image d'un pays uni. Mais rapidement, des dissensions apparurent entre les deux télédiffuseurs, notamment sur le lieu, les présentateurs ou encore l'entracte. Finalement, la BRT se retira du projet et la RTBF décida d'assumer seule l'organisation du concours. Le budget nécessaire fut tellement important qu'une nouvelle loi dut être adoptée, permettant le recours à la publicité pour financer les chaînes publiques belges. Ce fut la première fois que des sponsors aidèrent à la réalisation du concours et apparurent à l'écran.

## Faits notables
Le chanteur belge Fud Leclerc détient toujours le record du plus grand nombre de participations au concours pour un artiste masculin. Il a en effet concouru à quatre reprises pour la RTBF : en 1956, 1958, 1960 et 1962.
En 1971, la chanson belge aurait dû être interprétée par Nicole & Hugo. Mais Nicole fut victime de la jaunisse, quelques jours à peine avant le concours. La VRT (alors BRT) dut leur trouver des remplaçants en dernière minute. Finalement, Jacques Raymond et Lily Castel furent retenus. Ils durent apprendre la chanson dans l'avion les emmenant à Dublin et n'eurent même pas le temps de s'acheter des vêtements de scène.
Nicole & Hugo concoururent en 1973. Leur participation fut particulièrement remarquée par les commentateurs. Les deux artistes, couple sur scène et à la ville, décidèrent de porter des costumes similaires, de couleur mauve, pourvus de cols en pelle-à-tarte et de pattes d'éléphant, décorés de cristaux translucides. Chaussés de bottines compensées, ils effectuèrent une chorégraphie coordonnée, agitant bras et jambes. Ils terminèrent finalement à la dernière place.
En 1978, le déroulement et le résultat du concours posèrent problème à de nombreux télédiffuseurs d’Afrique du Nord et du Proche-Orient. Tous passèrent des spots publicitaires durant la prestation d’Israël. Puis, lorsque la victoire israélienne devint évidente, tous mirent fin prématurément à la retransmission. La Jordanie se fit particulièrement remarquer. La télévision jordanienne interrompit le déroulement du vote, pour faire un gros plan sur un bouquet de jonquilles. Le lendemain, les journaux jordaniens proclamèrent la victoire de la Belgique, qui avait en réalité terminé deuxième.
En 1979, la représentante belge, Micha Marah, fut extrêmement mécontente de sa chanson. Elle aurait préféré interpréter à la place, une autre composition intitulée Comment Ca Va. Elle alla jusqu’à accuser le jury de la finale nationale belge d’avoir manipulé les résultats et refusa toujours d’enregistrer la moindre version de Hey Nana.
En 1993, la représentante belge, Barbara Dex, avait réalisé elle-même son costume de scène. Le soir de la finale, elle termina dernière mais sa prestation devint rapidement l’objet d’un culte de la part des fans du concours. C’est en son souvenir que fut créé en 1997, le Prix Barbara Dex qui récompense pour chaque édition jusqu'en 2021, le concurrent le plus mal habillé.
À deux reprises, la Belgique fut représentée par une chanson écrite en langage imaginaire. La première fois, en 2003, avec Sanomi, interprétée par le groupe Urban Trad. La deuxième fois, en 2008, avec O Julissi, interprétée par le groupe Ishtar.

## Représentants
| Édition | Année | Artiste(s)                      | Chanson                         | Langue(s)                      | Traduction française                 | Finale                                                 | Finale                                                 | Demi-finale                                            | Demi-finale                                            |
| Édition | Année | Artiste(s)                      | Chanson                         | Langue(s)                      | Traduction française                 | Place                                                  | Points                                                 | Place                                                  | Points                                                 |
| ------- | ----- | ------------------------------- | ------------------------------- | ------------------------------ | ------------------------------------ | ------------------------------------------------------ | ------------------------------------------------------ | ------------------------------------------------------ | ------------------------------------------------------ |
| 1re     | 1956  | Fud Leclerc                     | Messieurs les noyés de la Seine | Français                       | -                                    | -                                                      | -                                                      |                                                        |                                                        |
| 1re     | 1956  | Mony Marc                       | Le Plus Beau Jour de ma vie     | Français                       | -                                    | -                                                      | -                                                      |                                                        |                                                        |
| 2e      | 1957  | Bobbejaan Schoepen              | Straatdeuntje                   | Néerlandais                    | Mélodie de rue                       | 08                                                     | 05                                                     |                                                        |                                                        |
| 3e      | 1958  | Fud Leclerc                     | Ma petite chatte                | Français                       | -                                    | 05                                                     | 08                                                     |                                                        |                                                        |
| 4e      | 1959  | Bob Benny                       | Hou toch van mij                | Néerlandais                    | Aime-moi donc                        | 06                                                     | 09                                                     |                                                        |                                                        |
| 5e      | 1960  | Fud Leclerc                     | Mon amour pour toi              | Français                       | -                                    | 06                                                     | 09                                                     |                                                        |                                                        |
| 6e      | 1961  | Bob Benny                       | September, gouden roos          | Néerlandais                    | Septembre, rose d'or                 | 15                                                     | 01                                                     |                                                        |                                                        |
| 7e      | 1962  | Fud Leclerc                     | Ton nom                         | Français                       | -                                    | 13                                                     | 00                                                     |                                                        |                                                        |
| 8e      | 1963  | Jacques Raymond                 | Waarom?                         | Néerlandais                    | Pourquoi ?                           | 10                                                     | 04                                                     |                                                        |                                                        |
| 9e      | 1964  | Robert Cogoi                    | Près de ma rivière              | Français                       | -                                    | 10                                                     | 02                                                     |                                                        |                                                        |
| 10e     | 1965  | Lize Marke                      | Als het weer lente is           | Néerlandais                    | Lorsque c'est à nouveau le printemps | 15                                                     | 00                                                     |                                                        |                                                        |
| 11e     | 1966  | Tonia                           | Un peu de poivre, un peu de sel | Français                       | -                                    | 04                                                     | 18                                                     |                                                        |                                                        |
| 12e     | 1967  | Louis Neefs                     | Ik heb zorgen                   | Néerlandais                    | J'ai des soucis                      | 07                                                     | 08                                                     |                                                        |                                                        |
| 13e     | 1968  | Claude Lombard                  | Quand tu reviendras             | Français                       | -                                    | 07                                                     | 08                                                     |                                                        |                                                        |
| 14e     | 1969  | Louis Neefs                     | Jennifer Jennings               | Néerlandais                    | -                                    | 07                                                     | 10                                                     |                                                        |                                                        |
| 15e     | 1970  | Jean Vallée                     | Viens l'oublier                 | Français                       | -                                    | 08                                                     | 05                                                     |                                                        |                                                        |
| 16e     | 1971  | Jacques Raymond et Lili Castell | Goeiemorgen, morgen             | Néerlandais                    | Bonjour, jour                        | 14                                                     | 68                                                     |                                                        |                                                        |
| 17e     | 1972  | Serge & Christine Ghisoland     | À la folie ou pas du tout       | Français                       | -                                    | 17                                                     | 55                                                     |                                                        |                                                        |
| 18e     | 1973  | Nicole & Hugo                   | Baby, Baby                      | Néerlandais, français, anglais | -                                    | 17                                                     | 58                                                     |                                                        |                                                        |
| 19e     | 1974  | Jacques Hustin                  | Fleur de liberté                | Français                       | -                                    | 09                                                     | 10                                                     |                                                        |                                                        |
| 20e     | 1975  | Ann Christy                     | Gelukkig zijn                   | Néerlandais, anglais           | Être heureux                         | 15                                                     | 17                                                     |                                                        |                                                        |
| 21e     | 1976  | Pierre Rapsat                   | Judy et Cie                     | Français                       | -                                    | 08                                                     | 68                                                     |                                                        |                                                        |
| 22e     | 1977  | Dream Express                   | A Million in One, Two, Three    | Anglais                        | Un million en un, deux, trois        | 07                                                     | 69                                                     |                                                        |                                                        |
| 23e     | 1978  | Jean Vallée                     | L'amour ça fait chanter la vie  | Français                       | -                                    | 02                                                     | 125                                                    |                                                        |                                                        |
| 24e     | 1979  | Micha Marah                     | Hey Nana                        | Néerlandais                    | -                                    | 18                                                     | 05                                                     |                                                        |                                                        |
| 25e     | 1980  | Telex                           | Euro-Vision                     | Français                       | -                                    | 17                                                     | 14                                                     |                                                        |                                                        |
| 26e     | 1981  | Emly Starr                      | Samson                          | Néerlandais                    | -                                    | 13                                                     | 40                                                     |                                                        |                                                        |
| 27e     | 1982  | Stella                          | Si tu aimes ma musique          | Français                       | -                                    | 04                                                     | 96                                                     |                                                        |                                                        |
| 28e     | 1983  | Pas de deux                     | Rendez-vous                     | Néerlandais                    | -                                    | 18                                                     | 13                                                     |                                                        |                                                        |
| 29e     | 1984  | Jacques Zegers                  | Avanti la vie                   | Français                       | -                                    | 05                                                     | 70                                                     |                                                        |                                                        |
| 30e     | 1985  | Linda Lepomme                   | Laat me nu gaan                 | Néerlandais                    | Laisse-moi partir maintenant         | 19                                                     | 07                                                     |                                                        |                                                        |
| 31e     | 1986  | Sandra Kim                      | J'aime la vie                   | Français                       | -                                    | 01                                                     | 176                                                    |                                                        |                                                        |
| 32e     | 1987  | Liliane Saint-Pierre            | Soldiers of Love                | Néerlandais                    | Soldats de l'amour                   | 11                                                     | 56                                                     |                                                        |                                                        |
| 33e     | 1988  | Reynaert                        | Laissez briller le soleil       | Français                       | -                                    | 18                                                     | 05                                                     |                                                        |                                                        |
| 34e     | 1989  | Ingeborg                        | Door de wind                    | Néerlandais                    | À travers le vent                    | 19                                                     | 13                                                     |                                                        |                                                        |
| 35e     | 1990  | Philippe Lafontaine             | Macédomienne                    | Français                       | -                                    | 12                                                     | 46                                                     |                                                        |                                                        |
| 36e     | 1991  | Clouseau                        | Geef het op                     | Néerlandais                    | Laisse tomber                        | 16                                                     | 23                                                     |                                                        |                                                        |
| 37e     | 1992  | Morgane                         | Nous, on veut des violons       | Français                       | -                                    | 20                                                     | 11                                                     |                                                        |                                                        |
| 38e     | 1993  | Barbara Dex                     | Iemand als jij                  | Néerlandais                    | Quelqu'un comme toi                  | 25                                                     | 03                                                     |                                                        |                                                        |
| 39e     | 1994  | Relégation en 1994.             | Relégation en 1994.             | Relégation en 1994.            | Relégation en 1994.                  | Relégation en 1994.                                    | Relégation en 1994.                                    |                                                        |                                                        |
| 40e     | 1995  | Frédéric Etherlinck             | La voix est libre               | Français                       | -                                    | 20                                                     | 08                                                     |                                                        |                                                        |
| 41e     | 1996  | Lisa del Bo                     | Liefde is een kaartspel         | Néerlandais                    | L'amour est un jeu de cartes         | 16                                                     | 22                                                     |                                                        |                                                        |
| 42e     | 1997  | Relégation en 1997.             | Relégation en 1997.             | Relégation en 1997.            | Relégation en 1997.                  | Relégation en 1997.                                    | Relégation en 1997.                                    |                                                        |                                                        |
| 43e     | 1998  | Mélanie Cohl                    | Dis oui                         | Français                       | -                                    | 06                                                     | 122                                                    |                                                        |                                                        |
| 44e     | 1999  | Vanessa Chinitor                | Like the Wind                   | Anglais                        | Comme le vent                        | 12                                                     | 38                                                     |                                                        |                                                        |
| 45e     | 2000  | Nathalie Sorce                  | Envie de vivre                  | Français                       | -                                    | 24                                                     | 02                                                     |                                                        |                                                        |
| 46e     | 2001  | Relégation en 2001.             | Relégation en 2001.             | Relégation en 2001.            | Relégation en 2001.                  | Relégation en 2001.                                    | Relégation en 2001.                                    |                                                        |                                                        |
| 47e     | 2002  | Sergio & The Ladies             | Sister                          | Anglais                        | Sœur                                 | 13                                                     | 33                                                     |                                                        |                                                        |
| 48e     | 2003  | Urban Trad                      | Sanomi                          | Langue imaginaire              | -                                    | 02                                                     | 165                                                    |                                                        |                                                        |
| 49e     | 2004  | Xandee                          | 1 Life                          | Anglais                        | Une vie                              | 22                                                     | 07                                                     |                                                        |                                                        |
| 50e     | 2005  | Nuno Resende                    | Le Grand Soir                   | Français                       | -                                    |                                                        |                                                        | 22                                                     | 29                                                     |
| 51e     | 2006  | Kate Ryan                       | Je t'adore                      | Anglais                        | -                                    |                                                        |                                                        | 12                                                     | 69                                                     |
| 52e     | 2007  | KMG's                           | Love Power                      | Anglais                        | Le pouvoir de l'amour                |                                                        |                                                        | 26                                                     | 14                                                     |
| 53e     | 2008  | Ishtar                          | O Julissi                       | Langue imaginaire              | -                                    |                                                        |                                                        | 17                                                     | 16                                                     |
| 54e     | 2009  | Patrick Ouchène                 | Copycat                         | Anglais                        | Imitateur                            |                                                        |                                                        | 17                                                     | 01                                                     |
| 55e     | 2010  | Tom Dice                        | Me and My Guitar                | Anglais                        | Moi et ma guitare                    | 06                                                     | 143                                                    | 01                                                     | 167                                                    |
| 56e     | 2011  | Witloof Bay                     | With Love Baby                  | Anglais                        | Avec amour, chéri                    |                                                        |                                                        | 11                                                     | 53                                                     |
| 57e     | 2012  | Iris                            | Would You?                      | Anglais                        | Voudrais-tu ?                        |                                                        |                                                        | 17                                                     | 16                                                     |
| 58e     | 2013  | Roberto Bellarosa               | Love Kills                      | Anglais                        | L'amour tue                          | 12                                                     | 71                                                     | 05                                                     | 75                                                     |
| 59e     | 2014  | Axel Hirsoux                    | Mother                          | Anglais                        | Mère                                 |                                                        |                                                        | 14                                                     | 28                                                     |
| 60e     | 2015  | Loïc Nottet                     | Rhythm Inside                   | Anglais                        | Rythme intérieur                     | 04                                                     | 217                                                    | 02                                                     | 149                                                    |
| 61e     | 2016  | Laura Tesoro                    | What's the Pressure             | Anglais                        | Pourquoi se presser                  | 10                                                     | 181                                                    | 03                                                     | 274                                                    |
| 62e     | 2017  | Blanche                         | City Lights                     | Anglais                        | Les lumières de la ville             | 04                                                     | 363                                                    | 04                                                     | 165                                                    |
| 63e     | 2018  | Sennek                          | A Matter of Time                | Anglais                        | Une question de temps                |                                                        |                                                        | 12                                                     | 91                                                     |
| 64e     | 2019  | Eliot                           | Wake Up                         | Anglais                        | Réveille-toi                         |                                                        |                                                        | 13                                                     | 70                                                     |
| 65e     | 2020  | Hooverphonic                    | Release Me                      | Anglais                        | Libère-moi                           | Concours annulé à la suite de la pandémie de COVID-19. | Concours annulé à la suite de la pandémie de COVID-19. | Concours annulé à la suite de la pandémie de COVID-19. | Concours annulé à la suite de la pandémie de COVID-19. |
| 65e     | 2021  | Hooverphonic                    | The Wrong Place                 | Anglais                        | Le mauvais endroit                   | 19                                                     | 74                                                     | 09                                                     | 117                                                    |
| 66e     | 2022  | Jérémie Makiese                 | Miss you                        | Anglais                        | Tu me manques                        | 19                                                     | 64                                                     | 08                                                     | 151                                                    |
| 67e     | 2023  | Gustaph                         | Because of You                  | Anglais                        | À cause de toi                       | 07                                                     | 182                                                    | 08                                                     | 90                                                     |
| 68e     | 2024  | Mustii                          | Before the Party's Over         | Anglais                        | Avant que la fête se termine         |                                                        |                                                        | 13                                                     | 18                                                     |
| 69e     | 2025  | Red Sebastian                   | Strobe Lights                   | Anglais                        | Lumières stroboscopiques             |                                                        |                                                        | 14                                                     | 23                                                     |
| 70e     | 2026  |                                 |                                 |                                |                                      |                                                        |                                                        |                                                        |                                                        |

- Première place
- Deuxième place
- Troisième place
- Dernière place
- Belgique organisatrice

 Qualification automatique en finale
 Élimination en demi-finale

## Galerie

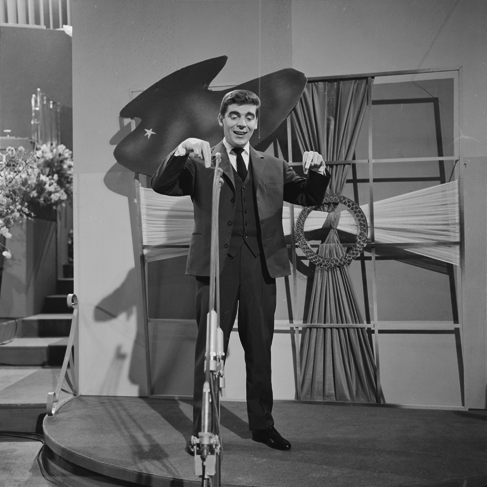
Fud Leclerc à Hilversum (1958)
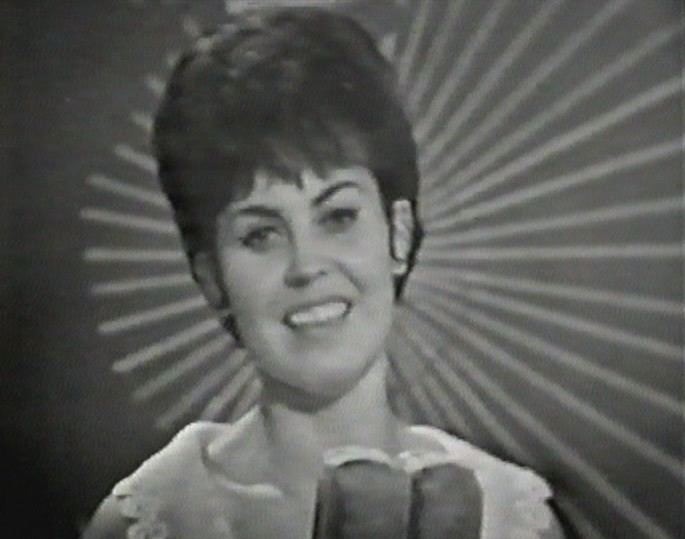
Lize Marke à Naples (1965)
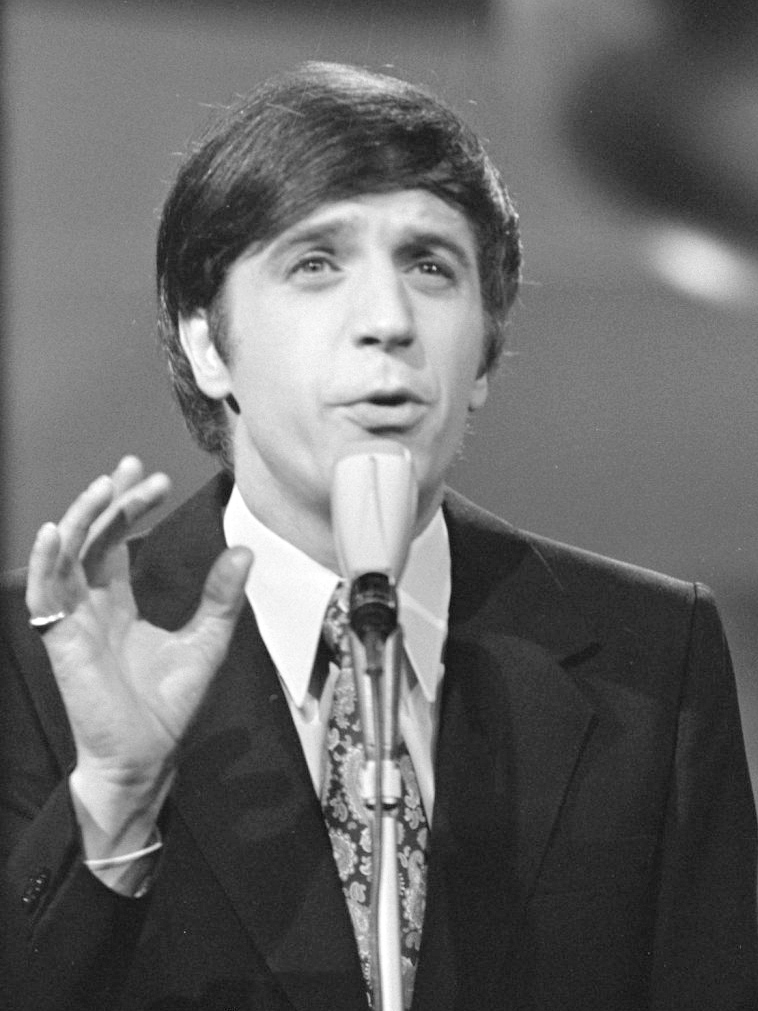
Jean Vallée à Amsterdam (1970)
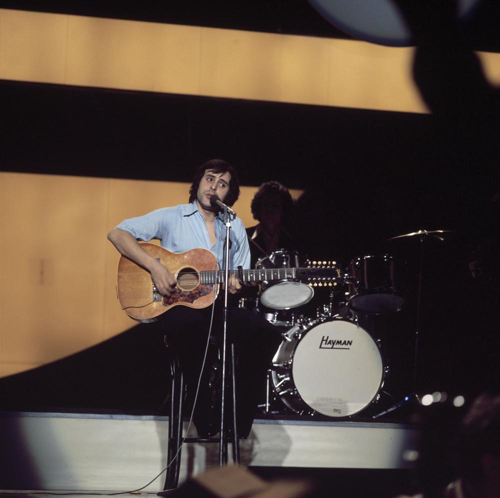
Pierre Rapsat à la Haye (1976)
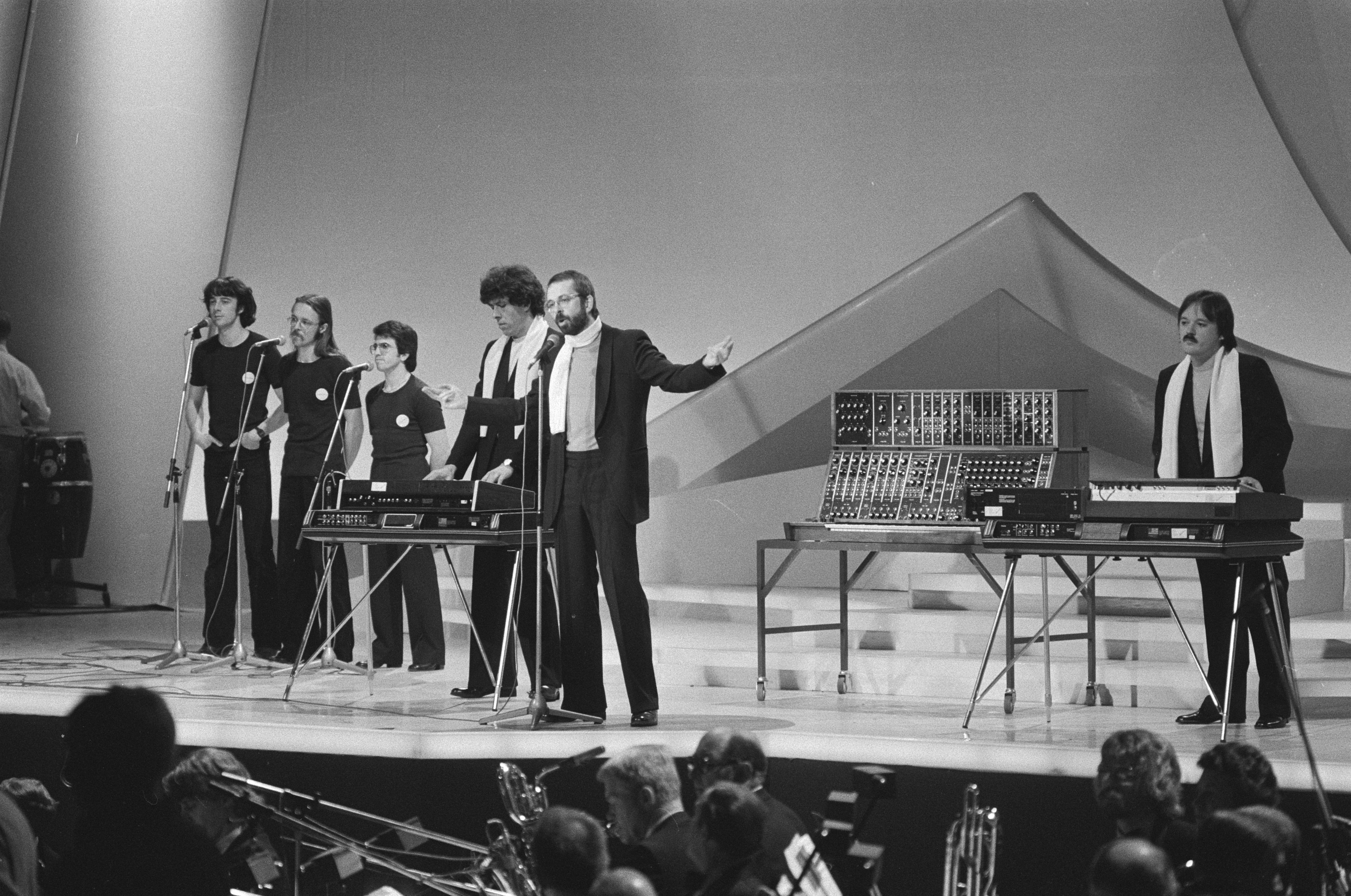
Telex à la Haye (1980)
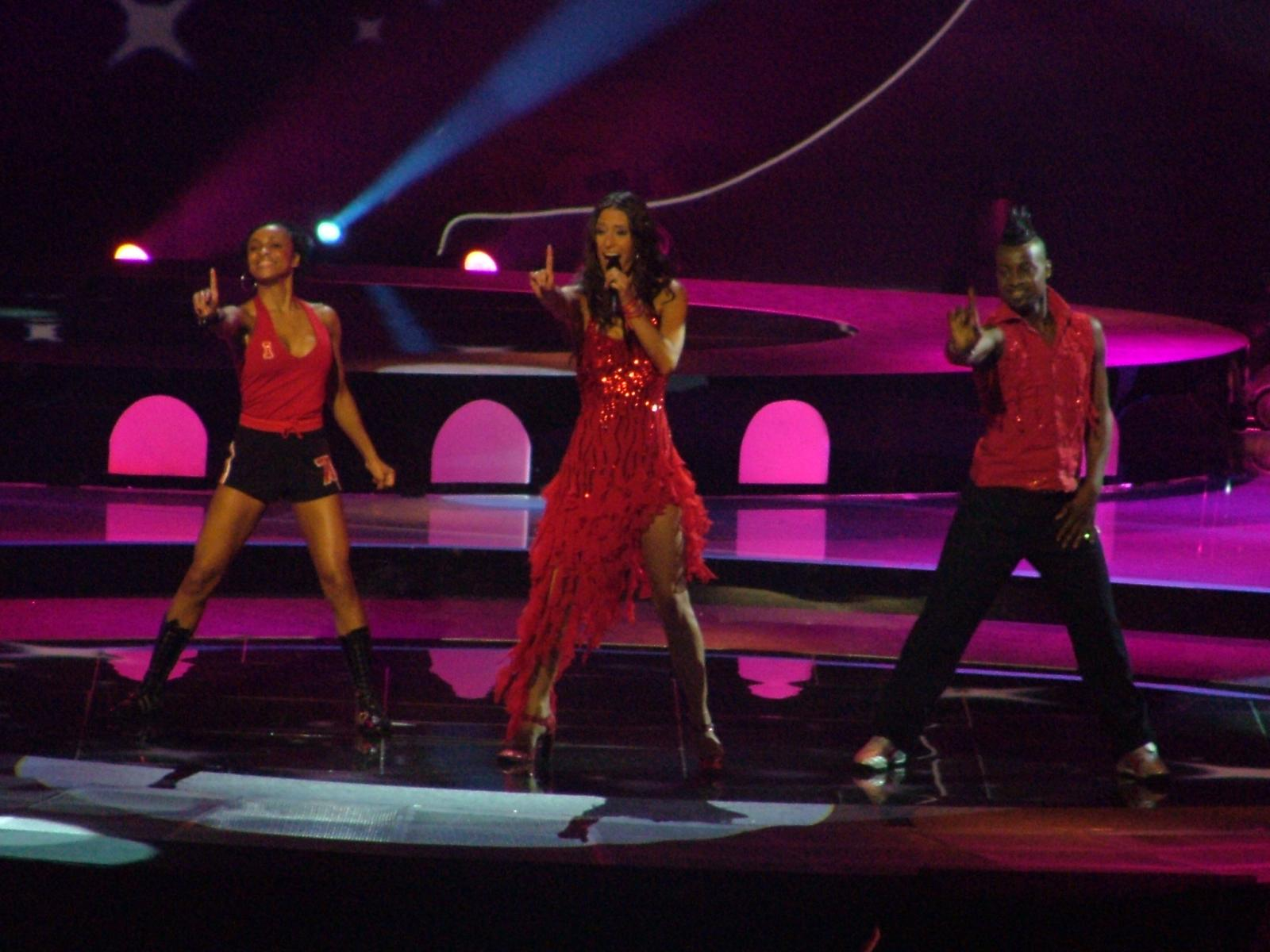
Xandee à Istanbul (2004)
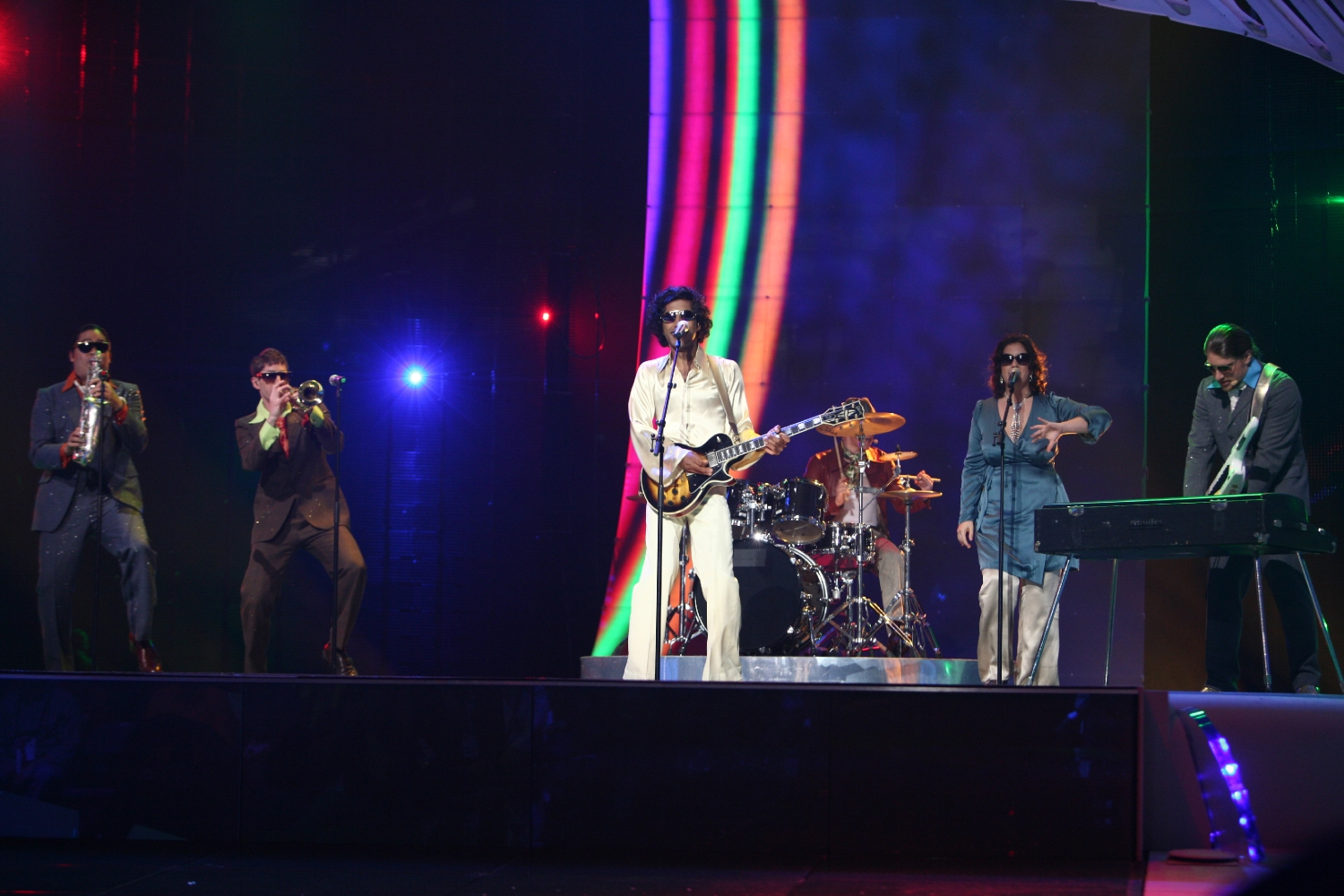
KMG's à Helsinki (2007)
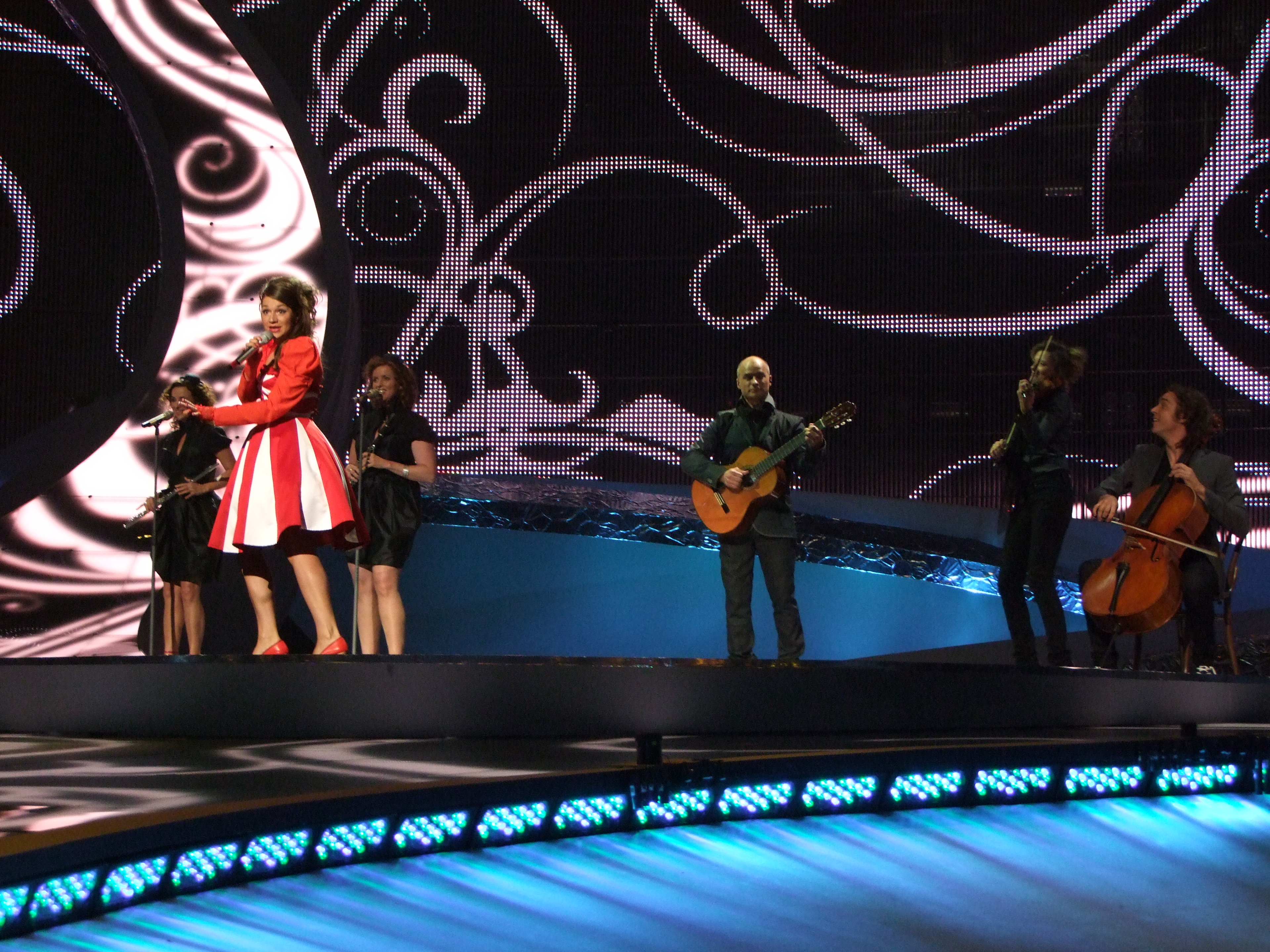
Ishtar à Belgrade (2008)
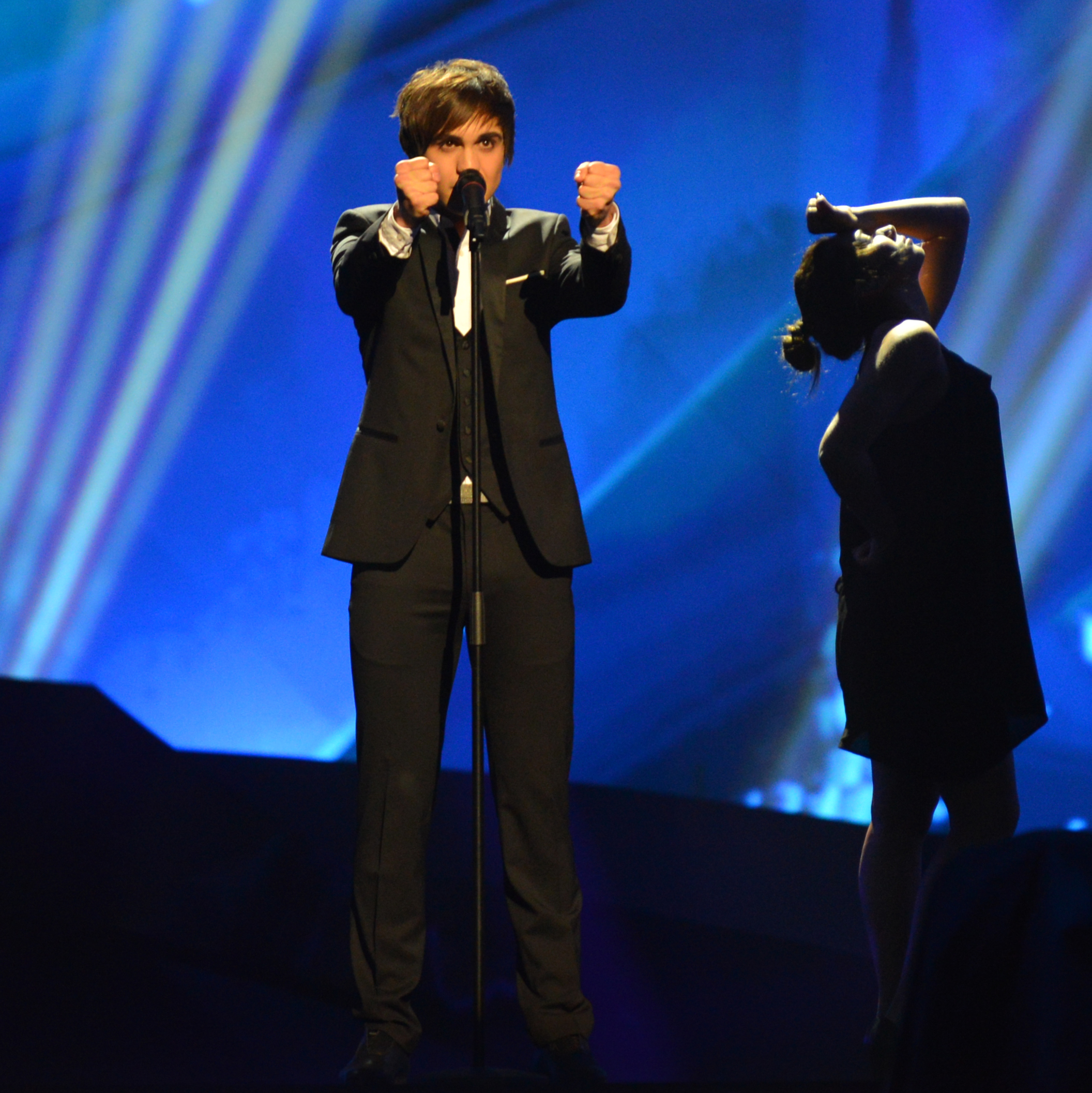
Roberto Bellarosa à Malmö (2013)
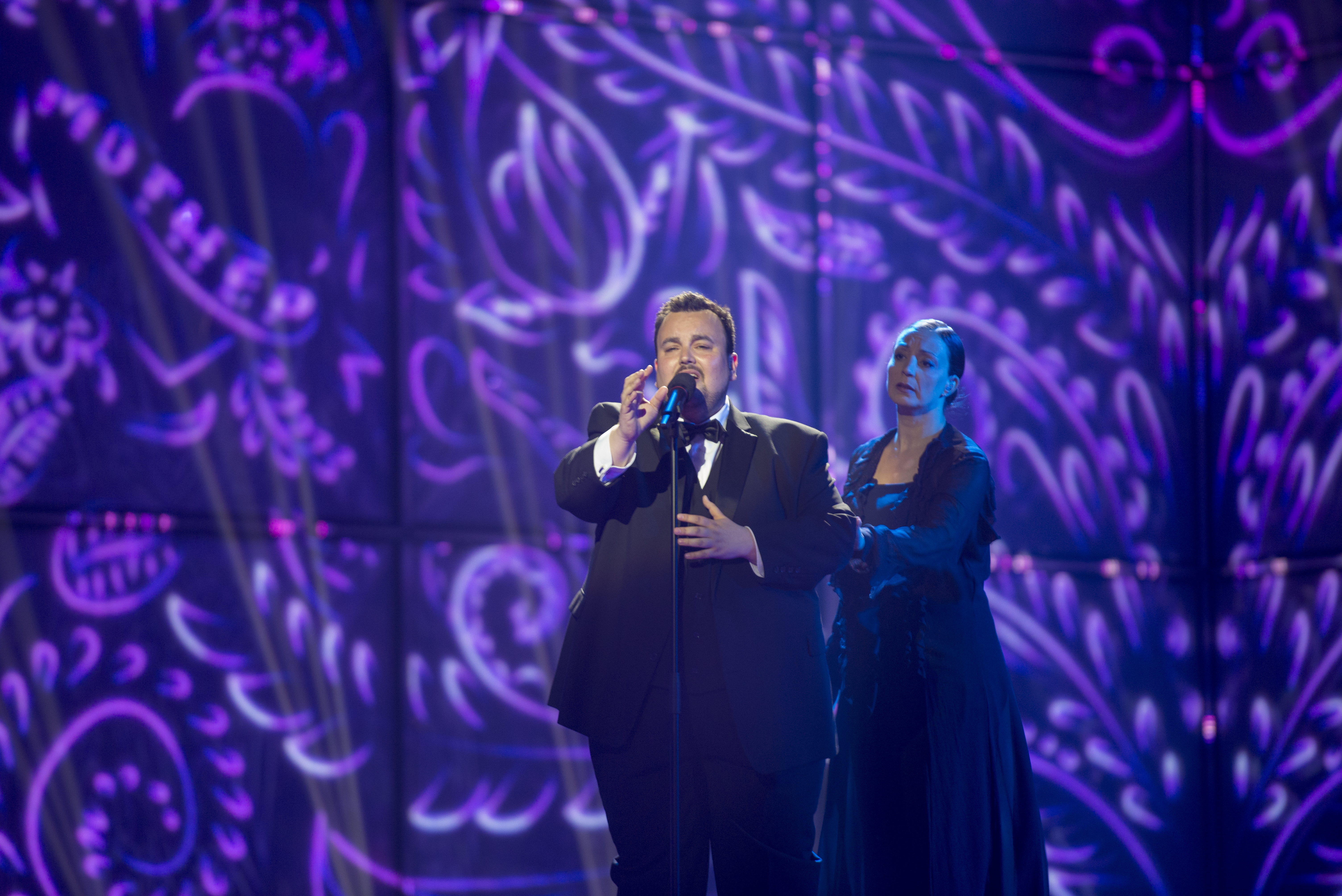
Axel Hirsoux à Copenhague (2014)
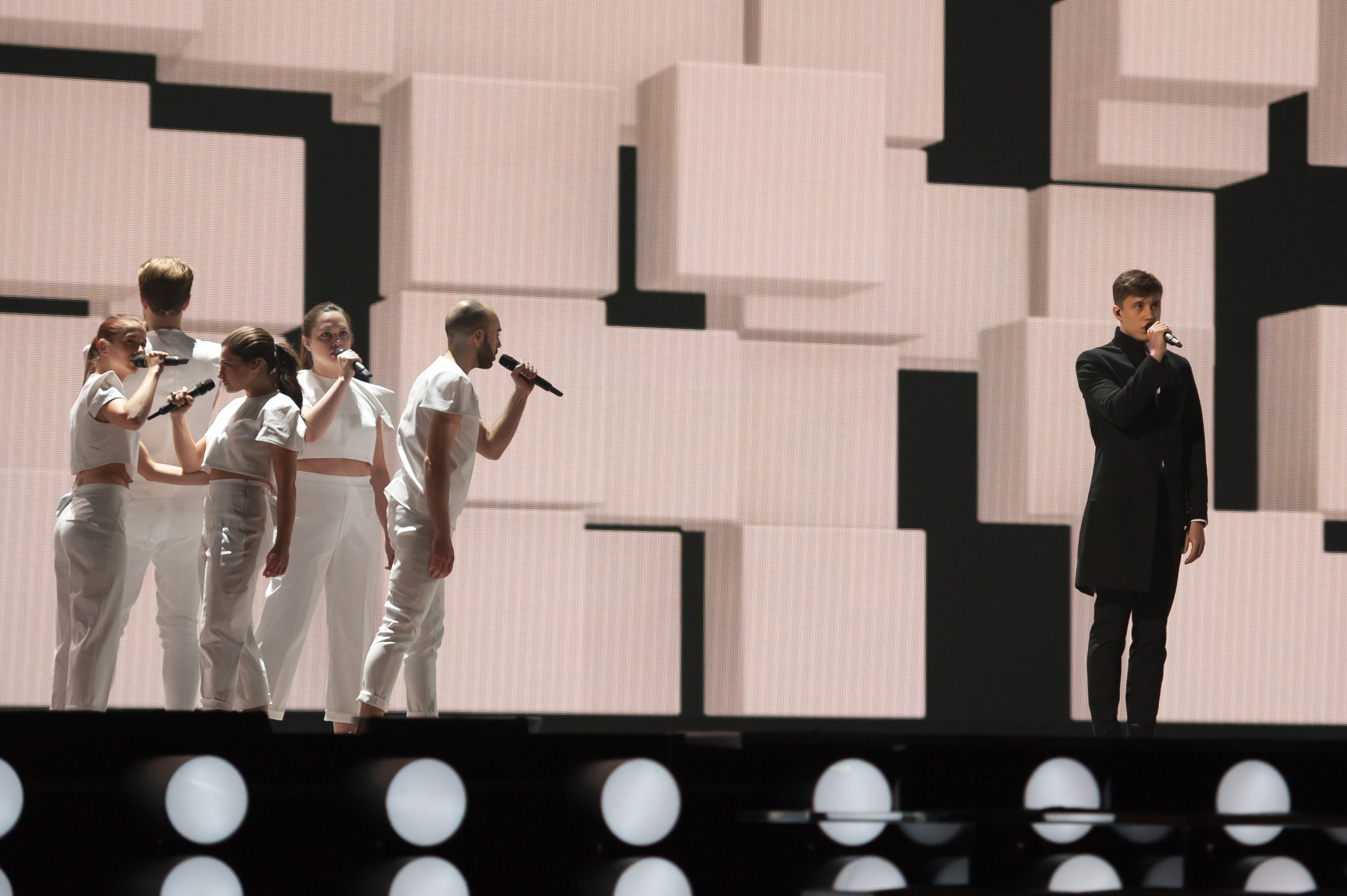
Loïc Nottet à Vienne (2015)
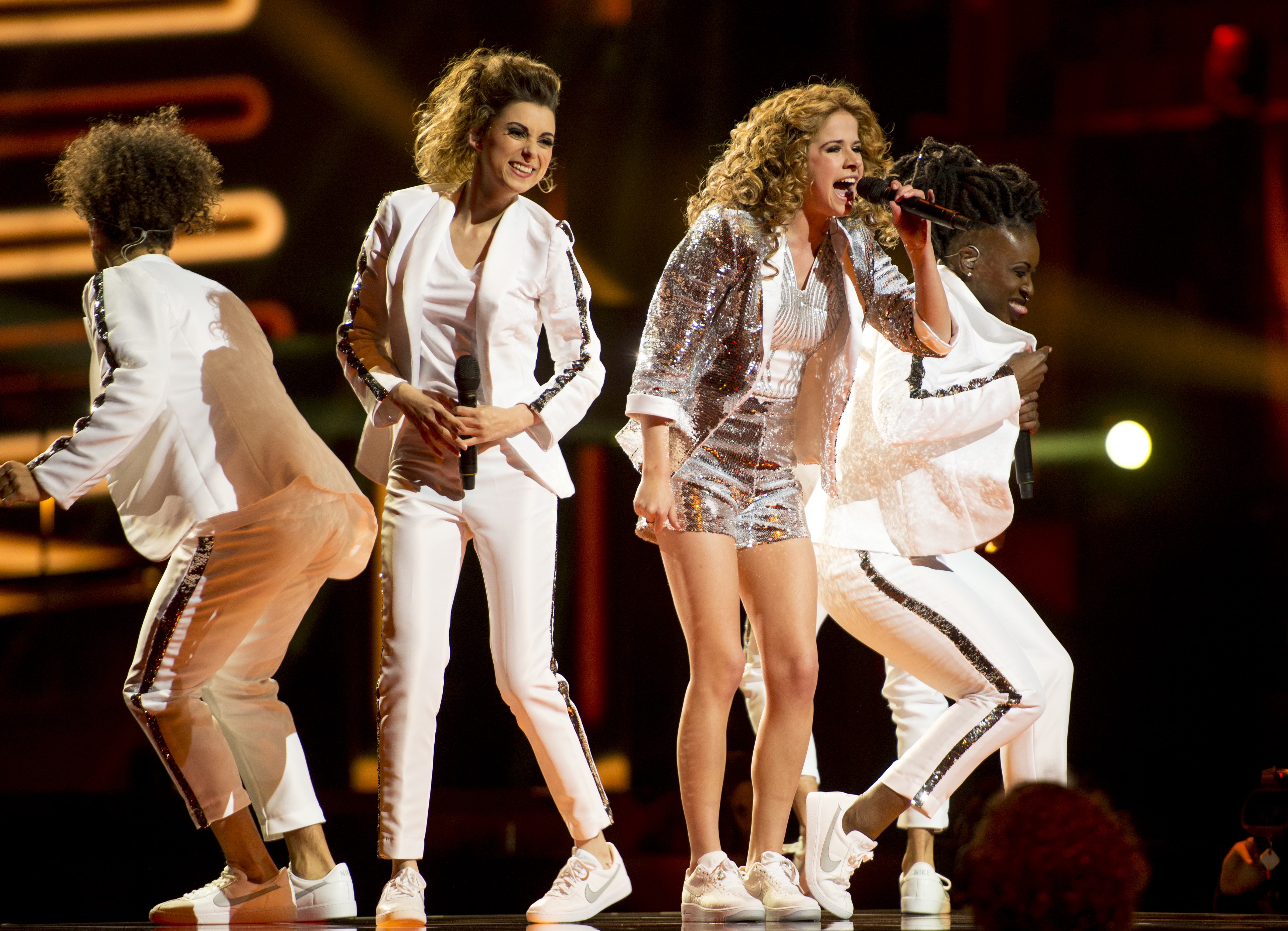
Laura Tesoro à Stockholm (2016)
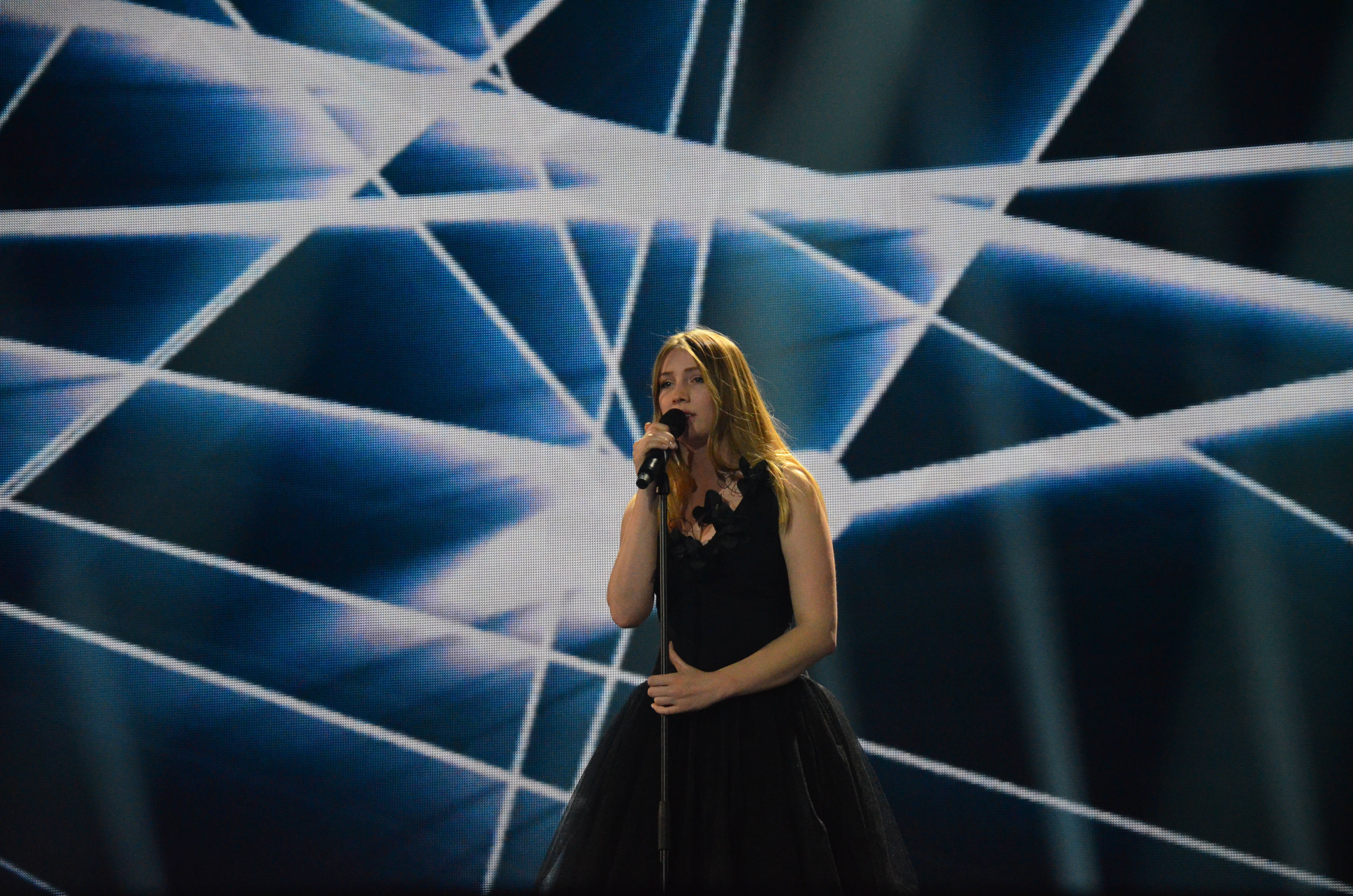
Blanche à Kiev (2017)
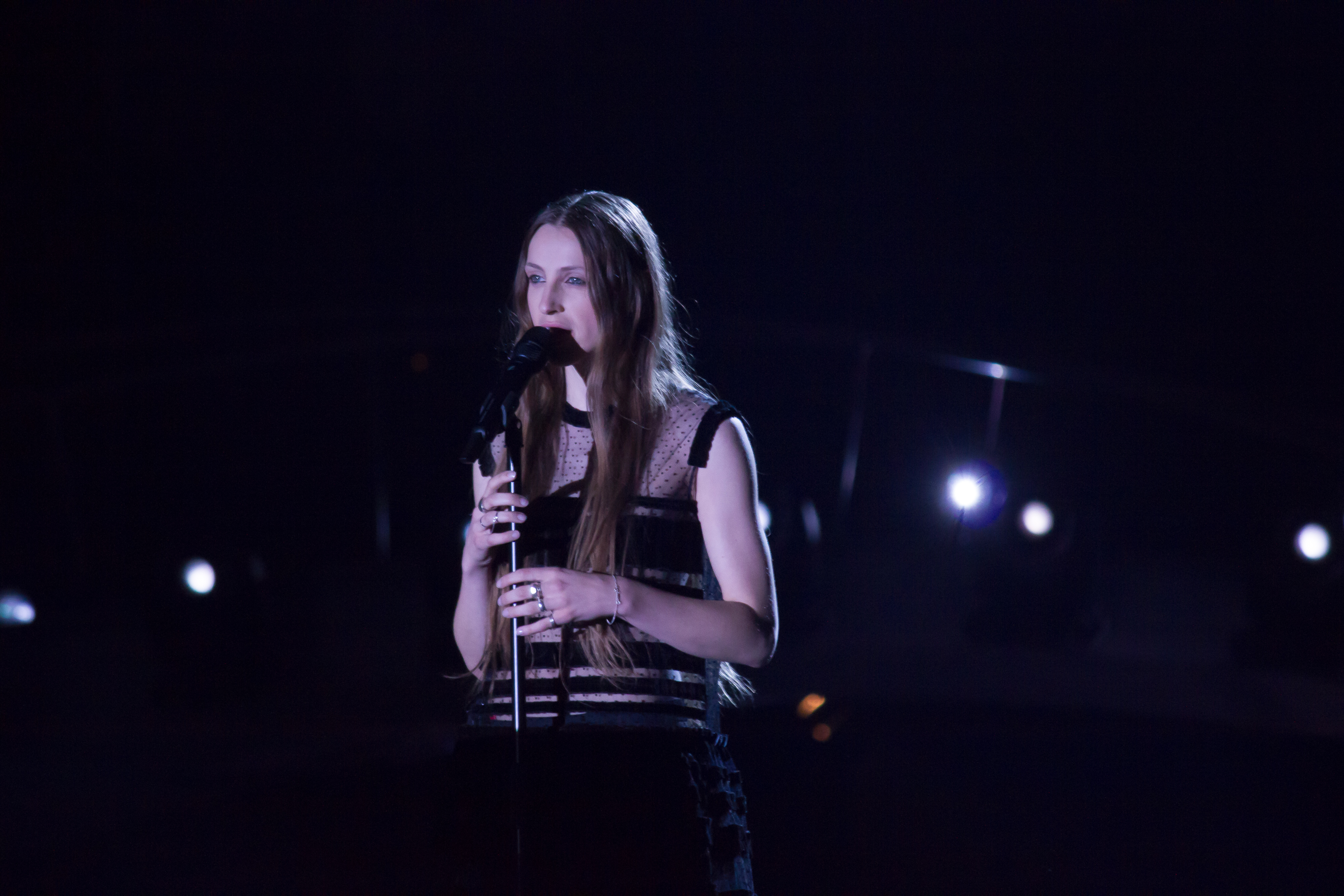
Sennek à Lisbonne (2018)
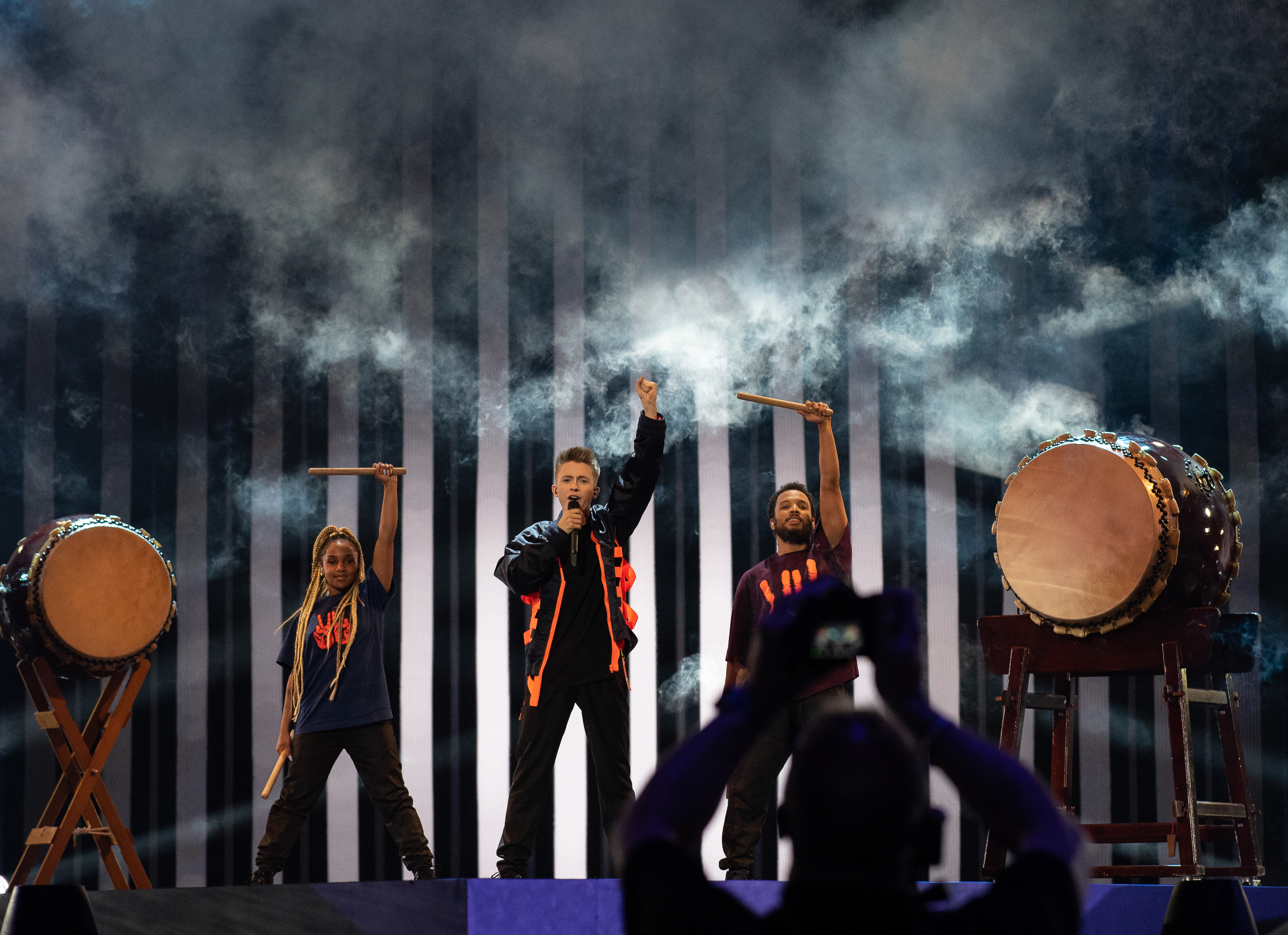
Eliot Vassamillet à Tel Aviv (2019)
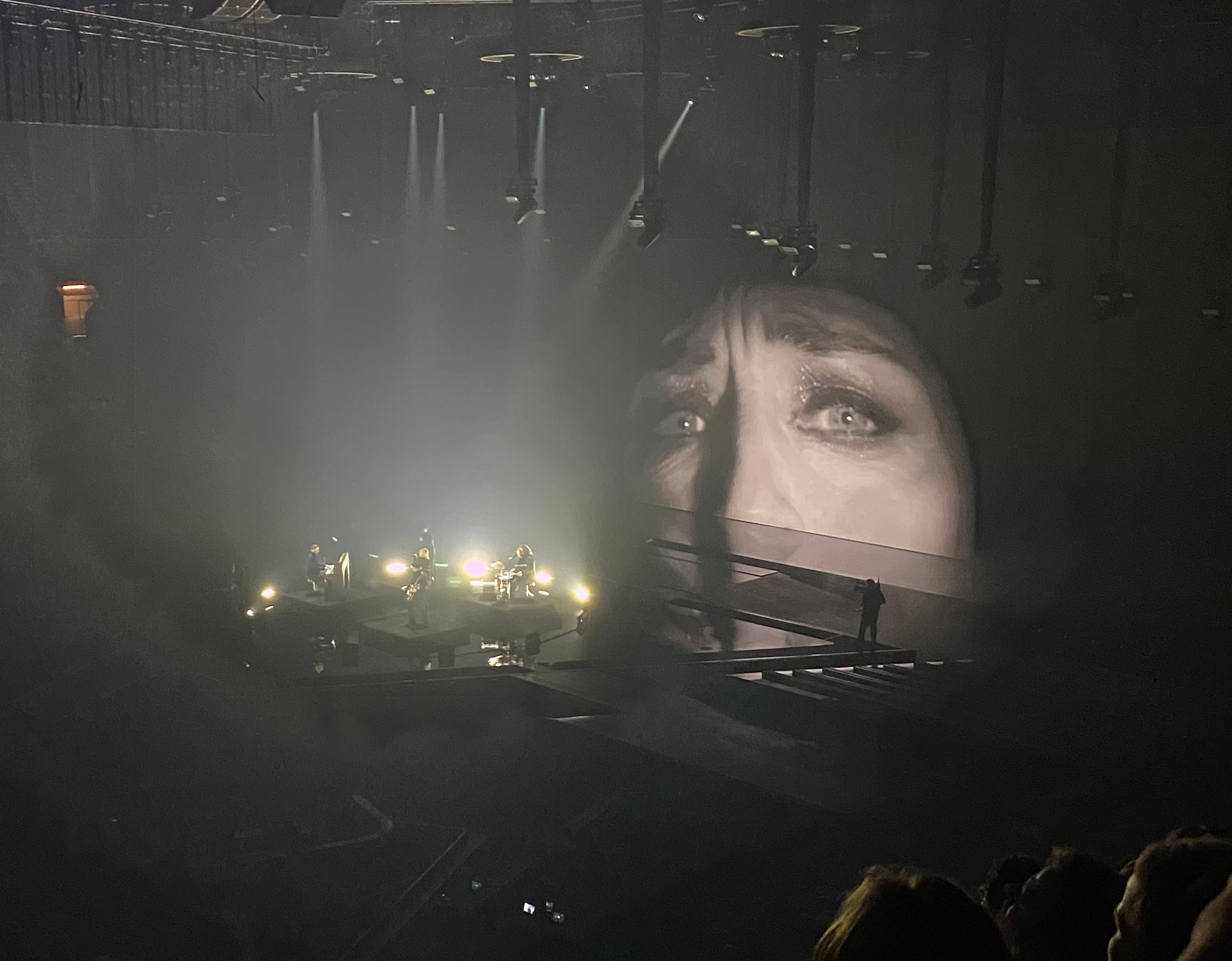
Hooverphonic à Rotterdam (2021)
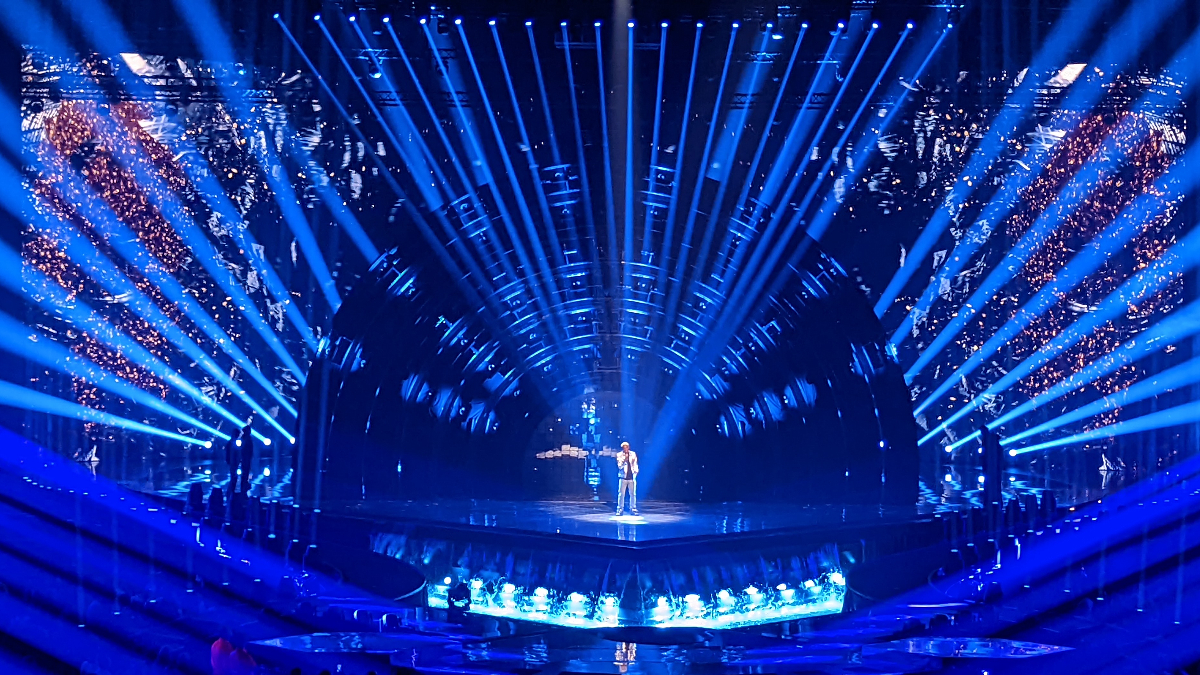
Jérémie Makiese à Turin (2022)
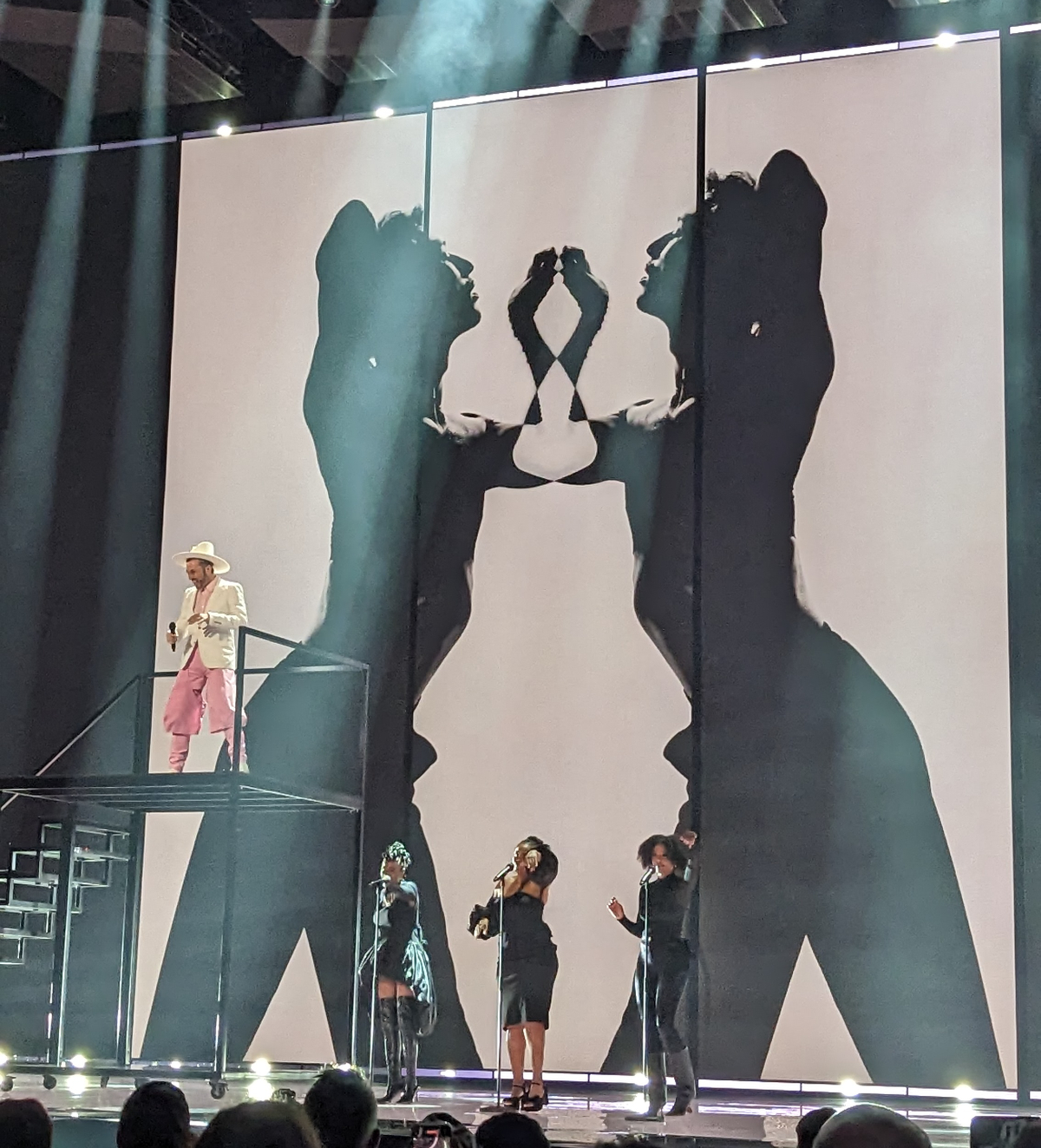
Gustaph à Liverpool (2023)
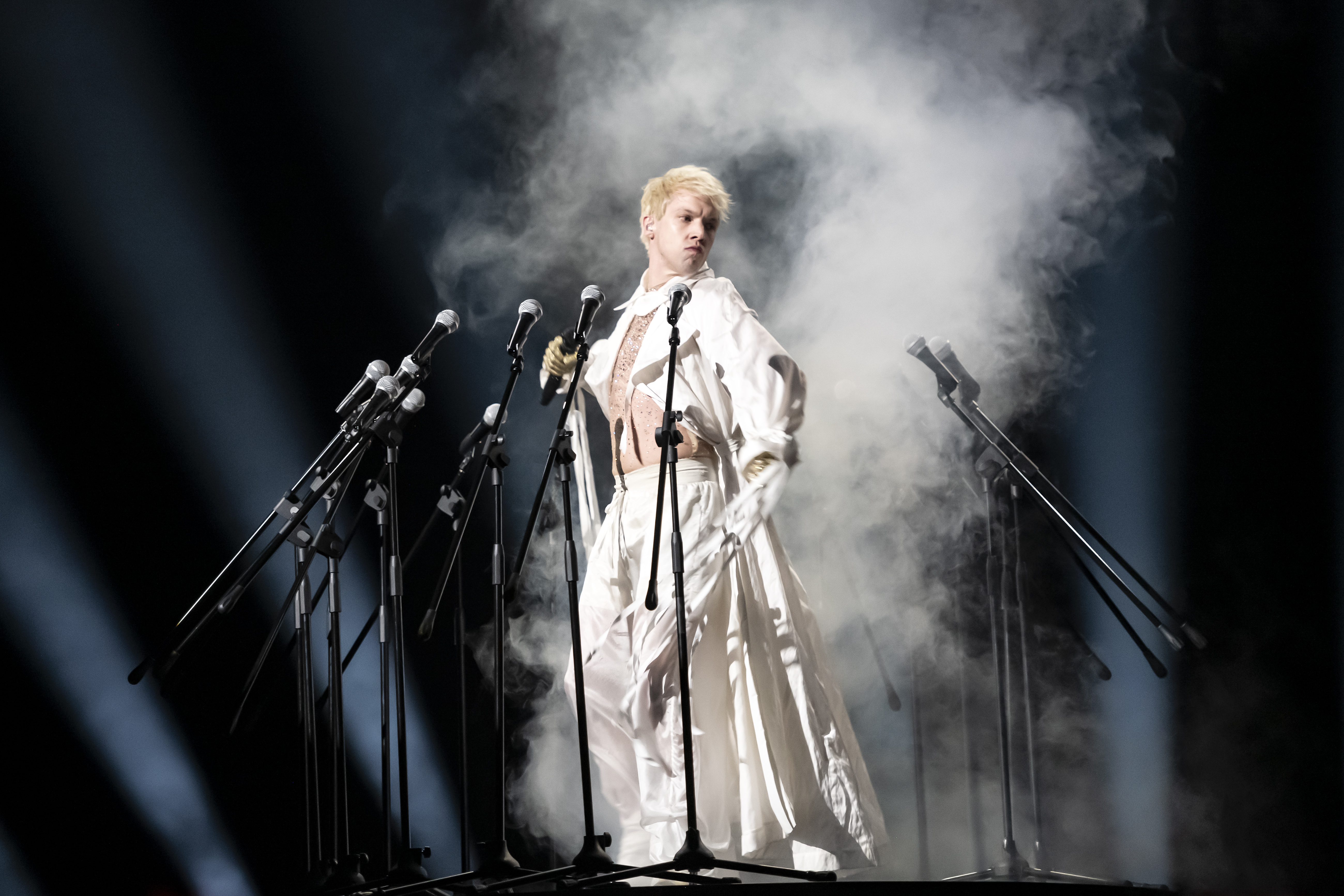
Mustii à Malmö (2024)
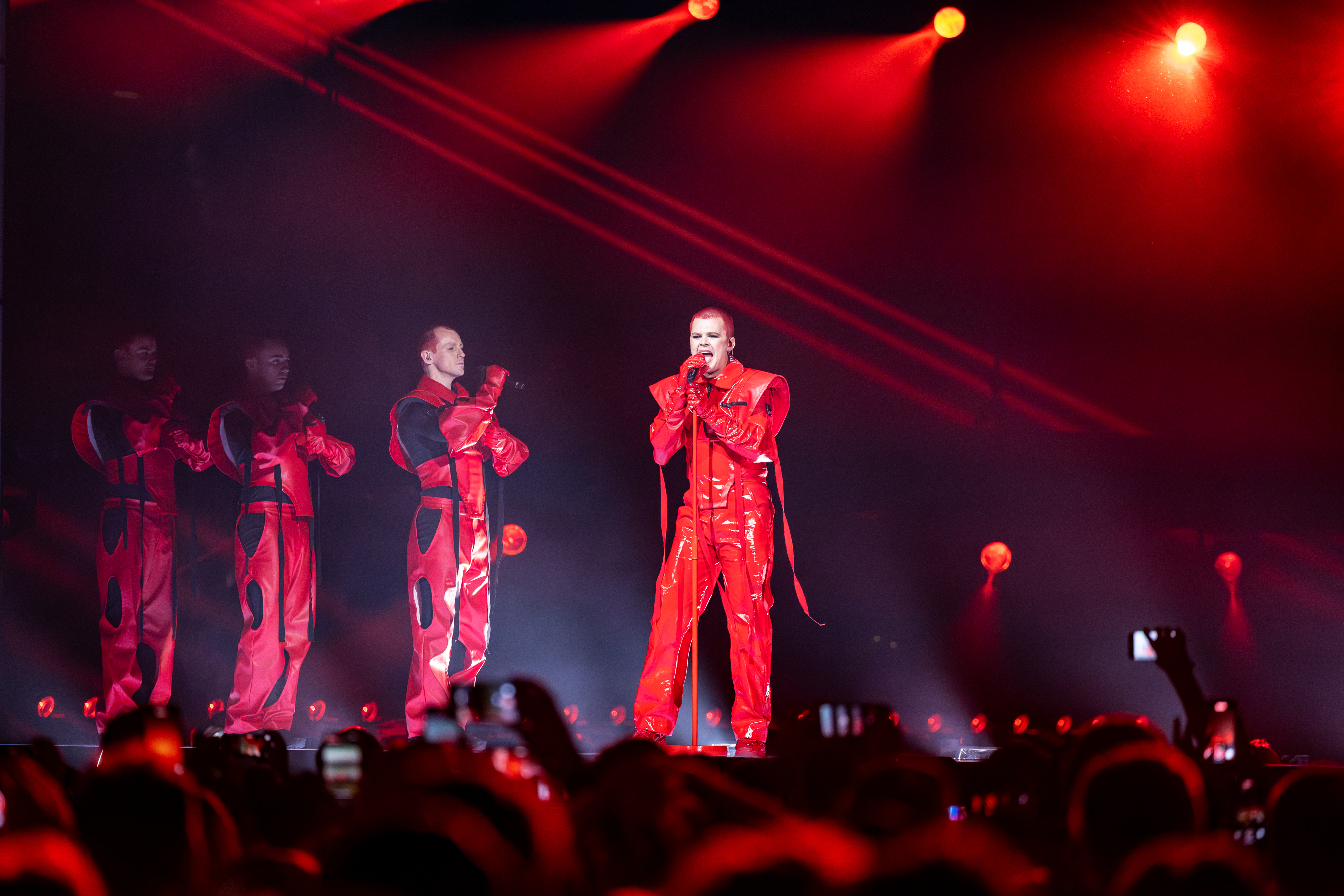
Red Sebastian à Bâle (2025)

## Chefs d'orchestre, commentateurs et porte-paroles
| Année | Chef d'orchestre                                     | Commentateur(s) francophone(s)                       | Commentateur(s) francophone(s)                       | Commentateur(s) néerlandophone(s)                    | Commentateur(s) néerlandophone(s)                    | Porte-parole                                         |
| ----- | ---------------------------------------------------- | ---------------------------------------------------- | ---------------------------------------------------- | ---------------------------------------------------- | ---------------------------------------------------- | ---------------------------------------------------- |
| 1956  | Léo Souris                                           | Janine Lambotte                                      | Janine Lambotte                                      | Nand Baert                                           | Nand Baert                                           | —                                                    |
| 1957  | Willy Berking                                        | Janine Lambotte                                      | Janine Lambotte                                      | Anton Peters                                         | Anton Peters                                         | Bob Van Bael                                         |
| 1958  | Dolf van der Linden                                  | Arlette Vincent                                      | Arlette Vincent                                      | Nand Baert                                           | Nand Baert                                           | Paule Herreman                                       |
| 1959  | Francis Bay                                          | Paule Herreman                                       | Paule Herreman                                       | Anton Peters                                         | Anton Peters                                         | Bob Van Bael                                         |
| 1960  | Henri Segers                                         | Georges Désir                                        | Georges Désir                                        | Nand Baert                                           | Nand Baert                                           | Arlette Vincent                                      |
| 1961  | Francis Bay                                          | Paule Herreman                                       | Paule Herreman                                       | Anton Peters                                         | Anton Peters                                         | Ward Bogaert                                         |
| 1962  | Henri Segers                                         | Nicole Védrès                                        | Nicole Védrès                                        | Willem Duys                                          | Willem Duys                                          | Arlette Vincent                                      |
| 1963  | Francis Bay                                          | Janine Lambotte                                      | Janine Lambotte                                      | Anton Peters                                         | Anton Peters                                         | Ward Bogaert                                         |
| 1964  | Henri Segers                                         | Paule Herreman                                       | Paule Herreman                                       | Herman Verelst                                       | Herman Verelst                                       | André Hagon                                          |
| 1965  | Gaston Nuyts                                         | Paule Herreman                                       | Paule Herreman                                       | Herman Verelst                                       | Herman Verelst                                       | Nand Baert                                           |
| 1966  | Jean Roderès                                         | Paule Herreman                                       | Paule Herreman                                       | Herman Verelst                                       | Herman Verelst                                       | André Hagon                                          |
| 1967  | Francis Bay                                          | Janine Lambotte                                      | Janine Lambotte                                      | Herman Verelst                                       | Herman Verelst                                       | Jan Theys                                            |
| 1968  | Henri Segers                                         | Janine Lambotte                                      | Janine Lambotte                                      | Herman Verelst                                       | Herman Verelst                                       | André Hagon                                          |
| 1969  | Francis Bay                                          | Paule Herreman                                       | Paule Herreman                                       | Herman Verelst                                       | Herman Verelst                                       | Nand Baert                                           |
| 1970  | Jack Say                                             | Claude Delacroix                                     | Claude Delacroix                                     | Herman Verelst                                       | Herman Verelst                                       | André Hagon                                          |
| 1971  | Francis Bay                                          | Janine Lambotte                                      | Janine Lambotte                                      | Herman Verelst                                       | Herman Verelst                                       | —                                                    |
| 1972  | Henri Segers                                         | Arlette Vincent                                      | Arlette Vincent                                      | Herman Verelst                                       | Herman Verelst                                       | —                                                    |
| 1973  | Francis Bay                                          | Paule Herreman                                       | Paule Herreman                                       | Herman Verelst                                       | Herman Verelst                                       | —                                                    |
| 1974  | Pierre Chiffre                                       | Georges Désir                                        | Georges Désir                                        | Herman Verelst                                       | Herman Verelst                                       | André Hagon                                          |
| 1975  | Francis Bay                                          | Paule Herreman                                       | Paule Herreman                                       | Herman Verelst                                       | Herman Verelst                                       | Staf Van Berendoncks                                 |
| 1976  | Michel Bernholc                                      | Georges Désir                                        | Georges Désir                                        | Luc Appermont                                        | Luc Appermont                                        | André Hagon                                          |
| 1977  | Alyn Ainsworth                                       | Paule Herreman                                       | Paule Herreman                                       | Luc Appermont                                        | Luc Appermont                                        | Anne Ploegaerts                                      |
| 1978  | Jean Musy                                            | Claude Delacroix                                     | Claude Delacroix                                     | Luc Appermont                                        | Luc Appermont                                        | André Hagon                                          |
| 1979  | Francis Bay                                          | Paule Herreman                                       | Paule Herreman                                       | Luc Appermont                                        | Luc Appermont                                        | Anne Ploegaerts                                      |
| 1980  | —                                                    | Jacques Mercier                                      | Jacques Mercier                                      | Luc Appermont                                        | Luc Appermont                                        | Jacques Olivier                                      |
| 1981  | Giuseppe Marchese                                    | Jacques Mercier                                      | Jacques Mercier                                      | Luc Appermont                                        | Luc Appermont                                        | Walter De Meyere                                     |
| 1982  | Jack Say                                             | Jacques Mercier                                      | Jacques Mercier                                      | Luc Appermont                                        | Luc Appermont                                        | Jacques Olivier                                      |
| 1983  | Freddy Sunder                                        | Jacques Mercier                                      | Jacques Mercier                                      | Luc Appermont                                        | Luc Appermont                                        | Anne Ploegaerts                                      |
| 1984  | Jo Carlier                                           | Jacques Mercier                                      | Jacques Mercier                                      | Luc Appermont                                        | Luc Appermont                                        | Jacques Olivier                                      |
| 1985  | Curt-Eric Holmquist                                  | Jacques Mercier                                      | Jacques Mercier                                      | Luc Appermont                                        | Luc Appermont                                        | Anne Ploegaerts                                      |
| 1986  | Jo Carlier                                           | Patrick Duhamel                                      | Patrick Duhamel                                      | Luc Appermont                                        | Luc Appermont                                        | Jacques Olivier                                      |
| 1987  | Freddy Sunder                                        | Claude Delacroix                                     | Claude Delacroix                                     | Luc Appermont                                        | Luc Appermont                                        | Anne Ploegaerts                                      |
| 1988  | Daniel Willem                                        | Pierre Collard-Bovy                                  | Pierre Collard-Bovy                                  | Luc Appermont                                        | Luc Appermont                                        | Jacques Olivier                                      |
| 1989  | Freddy Sunder                                        | Jacques Mercier                                      | Jacques Mercier                                      | Luc Appermont                                        | Luc Appermont                                        | Anne Ploegaerts                                      |
| 1990  | Rony Brack                                           | Claude Delacroix                                     | Claude Delacroix                                     | Luc Appermont                                        | Luc Appermont                                        | Jacques Olivier                                      |
| 1991  | Roland Verlooven                                     | Claude Delacroix                                     | Claude Delacroix                                     | André Vermeulen                                      | André Vermeulen                                      | Anne Ploegaerts                                      |
| 1992  | Frank Fievez                                         | Claude Delacroix                                     | Claude Delacroix                                     | André Vermeulen                                      | André Vermeulen                                      | Jacques Olivier                                      |
| 1993  | Bert Candries                                        | Claude Delacroix                                     | Claude Delacroix                                     | André Vermeulen                                      | André Vermeulen                                      | Anne Ploegaerts                                      |
| 1994  | relégation                                           | Jean-Pierre Hautier                                  |                                                      | André Vermeulen                                      | André Vermeulen                                      | relégation                                           |
| 1995  | Alec Mansion                                         | Jean-Pierre Hautier                                  | Marie-Françoise Renson                               | André Vermeulen                                      | André Vermeulen                                      |                                                      |
| 1996  | Bob Porter                                           | Jean-Pierre Hautier                                  | Sandra Kim                                           | Michel Follet                                        | Johan Verstreken                                     | Anne Ploegaerts                                      |
| 1997  | relégation                                           | Jean-Pierre Hautier                                  |                                                      | André Vermeulen                                      |                                                      | relégation                                           |
| 1998  |                                                      | Jean-Pierre Hautier                                  | Andrea Croonenberghs                                 | André Vermeulen                                      | Marie-Hélène Vanderborght                            |                                                      |
| 1999  | Bart Peeters                                         | Jean-Pierre Hautier                                  | Sabine De Vos                                        | André Vermeulen                                      |                                                      |                                                      |
| 2000  | Anja Daems                                           | Jean-Pierre Hautier                                  | Thomas Van Hamme                                     | André Vermeulen                                      |                                                      |                                                      |
| 2001  | Anja Daems                                           | Jean-Pierre Hautier                                  | relégation                                           | André Vermeulen                                      |                                                      |                                                      |
| 2002  | Bart Peeters                                         | Jean-Pierre Hautier                                  | Geena Lisa                                           | André Vermeulen                                      |                                                      |                                                      |
| 2003  | Anja Daems                                           | Jean-Pierre Hautier                                  | Corinne Boulangier                                   | André Vermeulen                                      |                                                      |                                                      |
| 2004  | Bart Peeters                                         | Jean-Pierre Hautier                                  | Martine Prenen                                       | André Vermeulen                                      |                                                      |                                                      |
| 2005  | Anja Daems                                           | Jean-Pierre Hautier                                  | Armelle Gysen                                        | André Vermeulen                                      |                                                      |                                                      |
| 2006  | Bart Peeters                                         | Jean-Pierre Hautier                                  | Yasmine                                              | André Vermeulen                                      |                                                      |                                                      |
| 2007  | Jean-Louis Lahaye                                    | Jean-Pierre Hautier                                  | Anja Daems                                           | André Vermeulen                                      | Maureen Louys                                        |                                                      |
| 2008  | Jean-Louis Lahaye                                    | Jean-Pierre Hautier                                  | Bart Peeters                                         | André Vermeulen                                      | Sandrine Van Handenhoven                             |                                                      |
| 2009  | Jean-Louis Lahaye                                    | Jean-Pierre Hautier                                  | Anja Daems                                           | André Vermeulen                                      | Maureen Louys                                        |                                                      |
| 2010  | Jean-Louis Lahaye                                    | Jean-Pierre Hautier                                  | Bart Peeters                                         | André Vermeulen                                      | Katja Retsin                                         |                                                      |
| 2011  | Jean-Louis Lahaye                                    | Jean-Pierre Hautier                                  | Sven Pichal                                          | André Vermeulen                                      | Maureen Louys                                        |                                                      |
| 2012  | Jean-Louis Lahaye                                    | Jean-Pierre Hautier                                  | Peter Van de Veire                                   | Peter Van de Veire                                   |                                                      |                                                      |
| 2013  | Jean-Louis Lahaye                                    | Maureen Louys                                        | Tom De Cock                                          | André Vermeulen                                      | Barbara Louys                                        |                                                      |
| 2014  | Jean-Louis Lahaye                                    | Maureen Louys                                        | Peter Van de Veire                                   | Eva Daeleman                                         | Angelique Vlieghe                                    |                                                      |
| 2015  | Jean-Louis Lahaye                                    | Maureen Louys                                        | Peter Van de Veire                                   | Eva Daeleman                                         | Walid                                                |                                                      |
| 2016  | Jean-Louis Lahaye                                    | Maureen Louys                                        | Peter Van de Veire                                   |                                                      | Umesh Vangaver                                       |                                                      |
| 2017  | Jean-Louis Lahaye                                    | Maureen Louys                                        | Peter Van de Veire                                   | Fanny Gillard                                        |                                                      |                                                      |
| 2018  | Jean-Louis Lahaye                                    | Maureen Louys                                        | Peter Van de Veire                                   | Danira Boukhriss Terkessidis                         |                                                      |                                                      |
| 2019  | Jean-Louis Lahaye                                    | Maureen Louys                                        | Peter Van de Veire                                   | David Jeanmotte                                      |                                                      |                                                      |
| 2020  | Concours annulé en raison de la pandémie de COVID-19 | Concours annulé en raison de la pandémie de COVID-19 | Concours annulé en raison de la pandémie de COVID-19 | Concours annulé en raison de la pandémie de COVID-19 | Concours annulé en raison de la pandémie de COVID-19 | Concours annulé en raison de la pandémie de COVID-19 |
| 2021  |                                                      | Fanny Jandrain                                       | Jean-Louis Lahaye                                    | Peter Van de Veire                                   |                                                      | Danira Boukhriss                                     |
| 2022  | Maureen Louys                                        | David Jeanmotte                                      | Jean-Louis Lahaye                                    | Peter Van de Veire                                   |                                                      |                                                      |
| 2023  | Maureen Louys                                        | Bart Cannaerts                                       | Jean-Louis Lahaye                                    | Peter Van de Veire                                   |                                                      |                                                      |
| 2024  | Maureen Louys                                        | Livia Dushkoff                                       | Jean-Louis Lahaye                                    | Peter Van de Veire                                   |                                                      |                                                      |
| 2025  | Joëlle Scoriels                                      | Manu van Acker                                       | Jean-Louis Lahaye                                    | Peter Van de Veire                                   |                                                      |                                                      |

## Historique de vote
Depuis 1975, la Belgique a attribué le plus de points à :
| Rang | Pays        | Points |
| ---- | ----------- | ------ |
| 1    | Suède       | 204    |
| 2    | France      | 201    |
| 3    | Pays-Bas    | 185    |
| 4    | Royaume-Uni | 170    |
| 5    | Israël      | 162    |
| 6    | Espagne     | 150    |
| 6    | Allemagne   | 150    |
| 6    | Suisse      | 150    |
| 9    | Italie      | 145    |
| 10   | Irlande     | 140    |

Depuis 1975, la Belgique a reçu le plus de points de la part de :
| Rang | Pays        | Points |
| ---- | ----------- | ------ |
| 1    | Pays-Bas    | 184    |
| 2    | France      | 135    |
| 3    | Irlande     | 126    |
| 4    | Portugal    | 116    |
| 5    | Espagne     | 110    |
| 5    | Royaume-Uni | 110    |
| 7    | Allemagne   | 90     |
| 8    | Danemark    | 87     |
| 8    | Finlande    | 87     |
| 10   | Israël      | 84     |
| 10   | Norvège     | 84     |

### 12 Points
Légende
 Vainqueur - La Belgique a donné 12 points à la chanson victorieuse / La Belgique a reçu 12 points et a gagné le concours
 2e place - La Belgique a donné 12 points à la chanson arrivée à la seconde place / La Belgique a reçu 12 points et est arrivée deuxième
 3e place - La Belgique a donné 12 points à la chanson arrivée à la troisième place / La Belgique a reçu 12 points et est arrivée troisième
 Qualifiée - La Belgique a donné 12 points à une chanson parvenue à se qualifier pour la finale / La Belgique a reçu 12 points et s'est qualifiée pour la finale
 Non-qualifiée - La Belgique a donné 12 points à une chanson éliminée durant les demi-finales / La Belgique a reçu 12 points mais n'est pas parvenue à se qualifier pour la finale
| Année         | Attribués   | Attribués           | Reçus                                    | Reçus                                    |
| Année         | Finale      | Demi-Finale         | Finale                                   | Demi-Finale                              |
| 1975          | Irlande     | Pas de demi-finales | Aucun                                    | Pas de demi-finales                      |
| 1976          | Royaume-Uni | Pas de demi-finales | Finlande                                 | Pas de demi-finales                      |
| 1977          | Royaume-Uni | Pas de demi-finales | Pays-Bas                                 | Pas de demi-finales                      |
| 1978          | Israël      | Pas de demi-finales | France Grèce Irlande Monaco Royaume-Uni  | Pas de demi-finales                      |
| 1979          | Espagne     | Pas de demi-finales | Aucun                                    | Pas de demi-finales                      |
| 1980          | Irlande     | Pas de demi-finales | Aucun                                    | Pas de demi-finales                      |
| 1981          | Danemark    | Pas de demi-finales | Aucun                                    | Pas de demi-finales                      |
| 1982          | Suisse      | Pas de demi-finales | Aucun                                    | Pas de demi-finales                      |
| 1983          | Yougoslavie | Pas de demi-finales | Aucun                                    | Pas de demi-finales                      |
| 1984          | Irlande     | Pas de demi-finales | France Luxembourg                        | Pas de demi-finales                      |
| 1985          | Norvège     | Pas de demi-finales | Aucun                                    | Pas de demi-finales                      |
| 1986          | Suisse      | Pas de demi-finales | Finlande France Irlande Portugal Turquie | Pas de demi-finales                      |
| 1987          | Irlande     | Pas de demi-finales | Aucun                                    | Pas de demi-finales                      |
| 1988          | Royaume-Uni | Pas de demi-finales | Aucun                                    | Pas de demi-finales                      |
| 1989          | Autriche    | Pas de demi-finales | Aucun                                    | Pas de demi-finales                      |
| 1990          | Royaume-Uni | Pas de demi-finales | Aucun                                    | Pas de demi-finales                      |
| 1991          | Suisse      | Pas de demi-finales | Aucun                                    | Pas de demi-finales                      |
| 1992          | Royaume-Uni | Pas de demi-finales | Aucun                                    | Pas de demi-finales                      |
| 1993          | Royaume-Uni | Pas de demi-finales | Aucun                                    | Pas de demi-finales                      |
| 1995          | Espagne     | Pas de demi-finales | Aucun                                    | Pas de demi-finales                      |
| 1996          | Royaume-Uni | Pas de demi-finales | Espagne                                  | Pas de demi-finales                      |
| 1998          | Pays-Bas    | Pas de demi-finales | Pologne                                  | Pas de demi-finales                      |
| 1999          | Pays-Bas    | Pas de demi-finales | Aucun                                    | Pas de demi-finales                      |
| 2000          | Lettonie    | Pas de demi-finales | Aucun                                    | Pas de demi-finales                      |
| 2002          | Espagne     | Pas de demi-finales | Aucun                                    | Pas de demi-finales                      |
| 2003          | Turquie     | Pas de demi-finales | Espagne France Pologne                   | Pas de demi-finales                      |
| 2004          | Turquie     | Pays-Bas            | Aucun                                    | Qualifiée d'office                       |
| 2005          | Grèce       | Pays-Bas            | Non qualifiée                            | Portugal                                 |
| 2006          | Arménie     | Arménie             | Non qualifiée                            | Aucun                                    |
| 2007          | Turquie     | Turquie             | Non qualifiée                            | Géorgie                                  |
| 2008          | Arménie     | Arménie             | Non qualifiée                            | Aucun                                    |
| 2009          | Turquie     | Turquie             | Non qualifiée                            | Aucun                                    |
| 2010          | Grèce       | Islande             | Allemagne                                | Allemagne Islande Malte Pologne Portugal |
| 2011          | France      | Suède               | Non qualifiée                            | Aucun                                    |
| 2012          | Suède       | Russie              | Non qualifiée                            | Aucun                                    |
| 2013          | Pays-Bas    | Pays-Bas            | Pays-Bas                                 | Aucun                                    |
| 2014          | Autriche    | Hongrie             | Non qualifiée                            | Aucun                                    |
| 2015          | Suède       | Arménie             | France Hongrie Pays-Bas                  | Danemark Finlande France Pays-Bas        |
| 2016 Jury     | Australie   | Australie           | Australie Irlande                        | Australie Biélorussie Irlande Slovénie   |
| 2016 Télévote | Pologne     | Pologne             | Australie Pays-Bas                       | Australie Danemark                       |
| 2017 Jury     | Suède       | Suède               | Irlande                                  | Aucun                                    |
| 2017 Télévote | Portugal    | Portugal            | Estonie Lettonie Pologne Suède           | Aucun                                    |
| 2018 Jury     | Autriche    | Autriche            | Non qualifiée                            | Bulgarie                                 |
| 2018 Télévote | Pays-Bas    | Irlande             | Non qualifiée                            | Aucun                                    |
| 2019 Jury     | Italie      | Australie           | Non qualifiée                            | Aucun                                    |
| 2019 Télévote | Pays-Bas    | Islande             | Non qualifiée                            | Aucun                                    |
| 2021 Jury     | Suisse      | Russie              | Aucun                                    | Aucun                                    |
| 2021 Télévote | France      | Malte               | Aucun                                    | Aucun                                    |
| 2022 Jury     | Royaume-Uni | Saint-Marin         | Aucun                                    | Aucun                                    |
| 2022 Télévote | Ukraine     | Pologne             | Aucun                                    | Aucun                                    |
| 2023 Jury     | Autriche    | Pas de jury         | Australie Géorgie Grèce                  | Pas de jury                              |
| 2023 Télévote | Finlande    | Arménie             | Aucun                                    | Autriche                                 |
| 2024 Jury     | France      | Pas de jury         | Non qualifiée                            | Pas de jury                              |
| 2024 Télévote | Israël      | Pays-Bas            | Non qualifiée                            | Aucun                                    |
| 2025 Jury     | Autriche    | Pas de jury         | Non qualifiée                            | Pas de jury                              |
| 2025 Télévote | Israël      | Pays-Bas            | Non qualifiée                            | Saint-Marin                              |